# Samba (musique)
Vous lisez un « article de qualité » labellisé en 2023.
Pour les articles homonymes, voir Samba.
Ne doit pas être confondu avec Semba (musique).
Sous-genres
Samba-maxixe, bossa nova, pagode, samba-canção, samba-enredo, partido-alto, samba de terreiro, samba-exaltação, samba-sincopado, batucada
Genres dérivés
Sambalanço, samba-choro, samba de breque, samba funk, samba jazz, samba rock, sambass, samba-reggae, pagode baiano, samba afro, sambalada, sambolero
La samba, ou samba urbaine, est un genre musical et de danse brésilien né dans les communautés urbaines afro-brésiliennes de Rio de Janeiro au début du XXe siècle. Les danseurs de samba — et par extension les musiciens de samba — sont appelés sambistes (sambistas). La samba est un terme général désignant de nombreux rythmes qui composent les genres musicaux brésiliens les plus connus.
Puisant ses racines dans l'expression culturelle de l'Afrique centrale — à l'époque de l'esclavage ouest-africain, dans les traditions religieuses, en particulier celles de l’Angola et du royaume du Kongo — et les traditions folkloriques brésiliennes, notamment celles liées à la samba rurale primitive des périodes coloniale et impériale, elle est considérée comme l'un des phénomènes culturels les plus importants du Brésil et l'un des symboles du pays. Le processus d'affirmation en tant que genre musical commence dans les années 1910 et connaît sa grande étape inaugurale avec l'œuvre Pelo telephone, publiée par Odeon en 1917. Bien que ses créateurs, le public et l'industrie du disque l'appellent « samba », elle est beaucoup plus étroitement liée, sur le plan rythmique et instrumental, à la matchiche qu'à la samba elle-même.
Ce n'est qu'à la fin des années 1920 que la samba urbaine est structurée comme elle l'est aujourd'hui. Née dans le quartier d'Estácio et s'étendant bientôt au reste de la ville, cette samba apporte des innovations par rapport à la samba de roda traditionnelle dans le rythme, la mélodie et les aspects thématiques. Son changement rythmique, basé sur un nouveau motif instrumental percussif, donne naissance à un style plus batucado et syncopé — à l'opposé de la samba amaxixado inaugurale — marqué notamment par un tempo plus rapide, des notes plus longues et une cadence marquée allant bien au-delà du simple claquement de mains utilisé jusqu'alors. L'innovation porte également sur la présentation de la samba en tant que chanson, organisée en deux parties, tant au niveau de la mélodie que des paroles. En créant une nouvelle référence musicale reconfigurée, structurée et délimitée, les danseurs de samba d'Estácio ont défini la samba en tant que genre de manière moderne et achevée. Dans ce processus d'affirmation d'une expression musicale urbaine et moderne, la samba de Rio a bénéficié du rôle décisif des écoles de samba, chargées de définir et de légitimer définitivement les bases esthétiques du rythme, et de la radio, qui a largement contribué à la diffusion et à la popularisation du genre et de ses interprètes. Ainsi, la samba a acquis une grande importance dans tout le Brésil et est devenue l'un des principaux symboles de l'identité nationale brésilienne. Autrefois criminalisée et considérée avec préjugé en raison de ses origines afro-brésiliennes, ce genre de chanson a également gagné le soutien des membres des classes les plus aisées et de l'élite culturelle du pays.
Tout en s'imposant comme la genèse de la samba carioca, la samba d'Estácio a ouvert la voie à sa fragmentation tout au long du XXe siècle en de nouveaux sous-genres et styles de composition et d'interprétation. Depuis l'âge d'or de la musique brésilienne, la samba a été classée dans de nombreuses catégories, certaines désignant des dérivés solides et bien acceptés — comme la bossa nova, le pagode, le partido-alto, la samba de breque, la samba-canção, la Samba-enredo et la samba de terreiro — ; d'autres nomenclatures étaient un peu plus imprécises — telles que la samba à moda agrião, la samba do barulho, la samba epistolar ou la samba fonético —, tandis que certaines étaient même désobligeantes — telles que la sambalada, le sambolero ou la samba-joia.
La samba urbaine de Rio a essentiellement un rythme 2/4 et un tempo varié, faisant un usage conscient des possibilités de refrains chantés au son des battements de mains et de tambours, auxquels ont été ajoutées une ou plusieurs parties de couplets déclamatoires. Son instrumentation traditionnelle se compose d'instruments à percussion tels que l'atabaque, le pandeiro, la cuíca, l'agogô, le repinique, le tamborim, le ganzá, le surdo ou encore le chocalho, et d'instruments d'accompagnement — inspirés du choro — tels que le violão et le cavaquinho.
En 2007, l'IPHAN a déclaré la samba de Rio de Janeiro et trois de ses matrices — la samba de terreiro, le partido-alto et la samba de enredo — patrimoine culturel du Brésil. La samba de roda, forme ancestrale de danse de samba originaire du Recôncavo de Bahia, est pour sa part inscrite comme chefs-d'œuvre du patrimoine oral et immatériel de l'humanité par l'UNESCO en 2005.

## Terminologie
Il existe plusieurs hypothèses sur l'origine et l'étymologie du mot samba, sans qu'il y ait de consensus parmi les spécialistes.

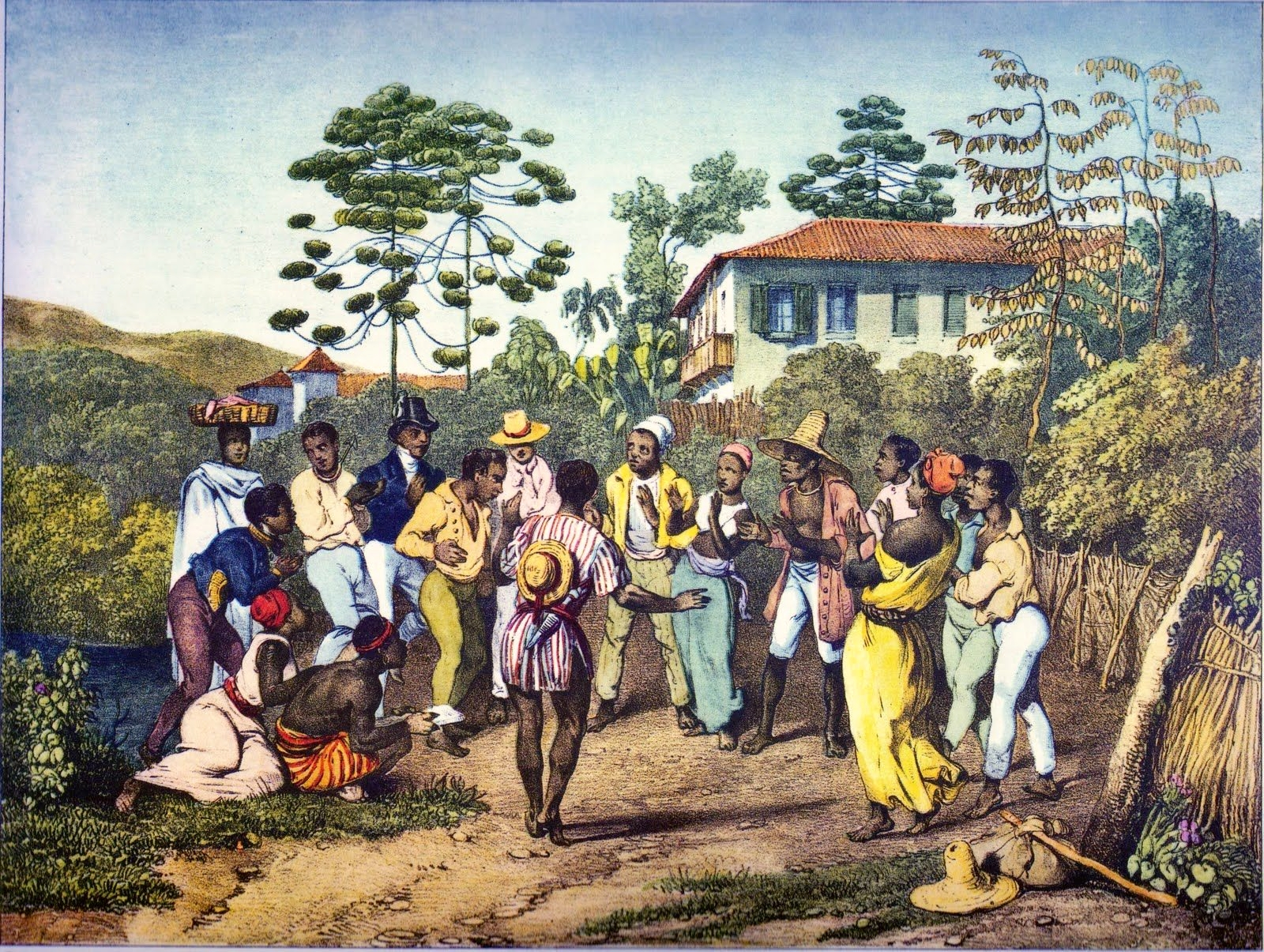
Batuque, lithographie de Johann Moritz Rugendas (1835).

Un courant traditionaliste soutient que le terme provient des langues bantoues. Selon Nei Lopes et Luiz Antônio Simas, le terme est dérivé des verbes semba (en kimbundu, « rejeter, séparer » ou « plaire, charmer, galanter »), sàmba (en kikongo, un type de danse dans laquelle « un danseur frappe la poitrine d'un autre ») et samba (en tchokwé, « jouer, cabrioler »). Selon Bruce Gilman, il pourrait venir du terme kimbundu semba, un genre musical d'Angola et une danse en cercle dont la chorégraphie est similaire au batuque que des esclaves bantous auraient apporté au Brésil. Le terme se traduit en portugais umbigada, qui voudrait dire littéralement « coup de nombril » ou « mouvement du nombril », qui est le mouvement que fait un danseur au centre du cercle pour en appeler un autre ; selon Edison Carneiro, c'est justement ce mouvement qui caractérise pratiquement toutes les variantes de la samba,.
En Amérique hispanique, les termes samba et semba désignaient autrefois le candombe, une danse populaire avec des atabaques, dans la région du bassin de la Plata, tandis que la zamba, en Bolivie, était une ancienne danse des fêtes de couronnement des rois noirs.
La première utilisation du mot samba dans la presse brésilienne se trouverait dans le Diario de Pernambuco en 1830 : le terme y est documenté dans une note s'opposant à l'envoi de soldats à l'intérieur du Pernambouc comme mesure disciplinaire, parce qu'ils pourraient y être oisifs et se divertir en « pêchant dans des corrals [pièges pour attraper des poissons], et en grimpant aux cocotiers, dans les passe-temps desquels le violão et la samba seront accueillies avec plaisir ». Une autre apparition précoce a été enregistrée dans un article du journal humoristique de Recife O Carapuceiro en 1838, intitulé « Os gostos extravagantes » (les goûts extravagants). À Rio de Janeiro, le mot n'est pas connu avant le tournant du XXe siècle, lorsqu'il est associé aux festivités rurales, à l'univers des Noirs et au « Nord » du pays, c'est-à-dire à la région Nord-Est du Brésil.
Pendant de nombreuses années de l'histoire coloniale et impériale du Brésil, les termes batuque ou samba ont été utilisés pour désigner toute manifestation d'origine africaine réunissant des danses (principalement l'umbigada), des chants et l'utilisation d'instruments noirs. À la fin du XIXe siècle, la samba est présente dans la langue portugaise pour désigner une « danse populaire » ou différents types de danses populaires (xiba, fandango, cateretê, candomblé, baiano) qui prennent des caractéristiques propres à chaque partie du pays, non seulement en raison de la diversité des ethnies issues de la diaspora africaine, mais aussi des particularités de chaque région où elles se sont installées. Au XXe siècle, le terme a acquis de nouvelles significations, telles que « une danse ronde similaire au batuque » et un « genre de chanson populaire ».
La première véritable utilisation du mot dans un contexte musical aurait été pour Em casa de baiana, une chanson de 1913 enregistrée en tant que samba partido-alto,, puis, l'année suivante, pour les pièces A viola está magoada, et Moleque vagabundo, et surtout, en 1917, pour la célèbre chanson Pelo telephone, publiée comme « samba de carnaval » chez Tia Ciata,, considérée comme un jalon fondateur de la samba urbaine de Rio,.

## Histoire

### Origines rurales
Lors d'une mission de recherche folklorique dans le Nord-Est en 1938, l'écrivain Mário de Andrade a noté que dans les zones rurales, le terme « samba » était associé à l'événement au cours duquel la danse avait lieu, à la manière dont la samba était dansée et à la musique jouée pour la danse. La samba urbaine de Rio a ainsi été influencée par diverses traditions associées aux communautés rurales du Brésil. La folkloriste Oneida Alvarenga a été la première à répertorier les danses populaires primitives telles que le coco, le tambour de crioula, le lundu, le chula ou fandango, le baiano, le cateretê, le quimbere, le mbeque, le caxambu et la xiba,. À cette liste, Jorge Sabino et Raul Lody ont ajouté : la samba de coco et la sambada (également appelée coco de roda), la samba de matuto, la samba de caboclo et le jongo.

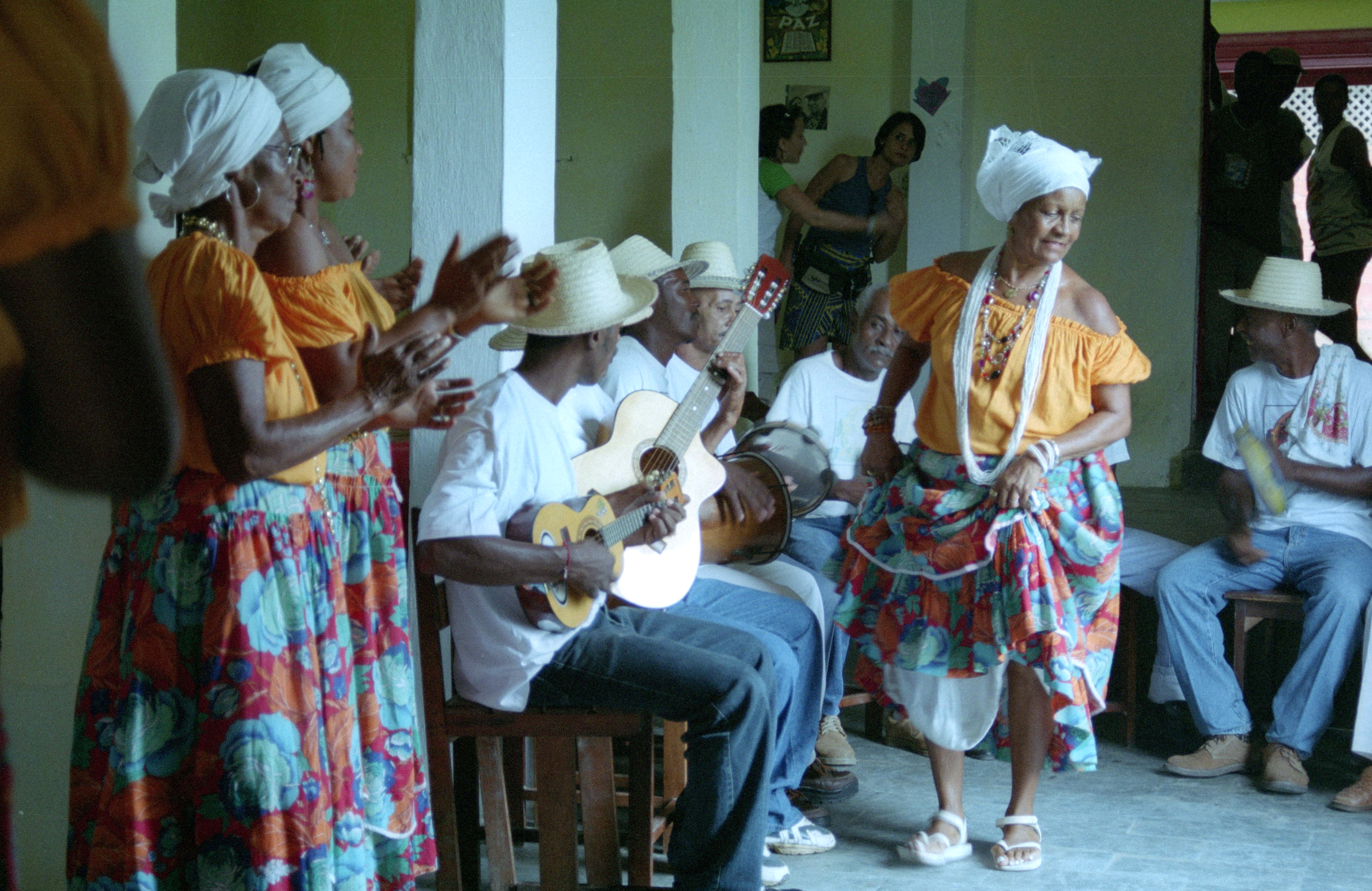
Une danseuse danse seule devant des musiciens et des spectateurs qui applaudissent, dans une samba de roda du Recôncavo de Bahia.

Le genre musical de la samba est né parmi les communautés d'esclaves noirs au XVIIe siècle dans la région de Recôncavo de Bahia dans l'État de Bahia dans la région Nord-Est du Brésil. De là vient l'une des formes de danse les plus importantes dans la constitution de la chorégraphie de la samba urbaine de Rio, la samba de roda : elle est typiquement dansée en plein air par un danseur soliste, tandis que les autres participants à la roda sont chargés de chanter — en alternant les parties solistes et chorales — et de jouer les instruments de danse. Les trois pas de base de la samba de roda bahianaise étaient la corta-jaca, la separa-o-visgo et l'apanha-o-bago, ainsi que le miudinho dansé exclusivement par les femmes. Dans leurs recherches sur la samba bahianaise, Roberto Mendes et Waldomiro Junior ont analysé comment certains éléments d'autres cultures, tels que le pandeiro arabe et le violão portugais, ont été progressivement incorporés dans le chant et le rythme des tambours africains, dont les variantes les plus connues sont la samba-corrido et la samba-chulado.
Dans l'État de São Paulo, une autre forme primitive bien connue de samba rurale s'est développée, pratiquée essentiellement dans les villes situées le long du fleuve Tietê — de São Paulo à son cours moyen — et traditionnellement divisée en samba de bumbo (avec uniquement des instruments à percussion, le bumbo étant le chef d'orchestre) et le batuque de umbigada (avec le tambu, le quinjengue et le guaiá,.
Composé essentiellement de deux parties (chœur et solo), généralement improvisées, le partido-alto était — et est toujours — la variante chantée la plus traditionnelle de la samba rurale de Rio de Janeiro. Originaire de la région métropolitaine de Rio de Janeiro, il est la combinaison, selon Lopes et Simas, de la samba de roda bahianaise et du chant calango, ainsi qu'une sorte de transition entre la samba rurale et ce qui sera développé dans l'environnement urbain de Rio à partir du XXe siècle.

### Racines du carnaval de Rio de Janeiro

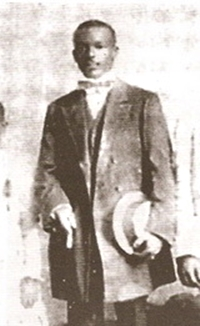
Hilário Jovino Ferreira a créé le premier groupe de carnaval de Rio.

Pendant le Brésil colonial, les fêtes publiques catholiques attirent toutes les strates de la société, y compris les Noirs et les esclaves, qui en profitent pour organiser leurs propres manifestations, comme les folguedos pour le couronnement des rois du Congo et les cucumbis (les folguedo banto ou fêtards bantous) à Rio de Janeiro. La samba est ainsi introduite dans la ville de Rio de Janeiro après l'abolition de l'esclavage, en 1888 grâce à la Loi d'or et l'institution de la République, en 1889, de nombreux Noirs se rendant dans la capitale de la République à la recherche de travail. Progressivement, ces célébrations exclusives aux Noirs sont déconnectées des cérémonies catholiques et déplacées vers la période du carnaval.
Des cucumbis sont nés les cordãos cariocas (cordons de carnaval de Rio), qui présentent des éléments de l'identité brésilienne, tels que des Noirs déguisés en indigènes. À la fin du XIXe siècle, à l'initiative de Hilário Jovino Ferreira, sont nés les ranchos de reis (groupes de rois, connus plus tard sous le nom de ranchos carnavalesco, ou « groupes de carnaval »). L'un des groupes les plus importants du carnaval de Rio était l'Ameno Resedá. Créé en 1907, ce rancho-escola (groupe-école) autoproclamé est devenu un modèle pour les défilés du carnaval et pour les futures écoles de samba qui ont vu le jour dans les favelas et les banlieues de Rio.

### Samba urbaine de Rio de Janeiro

#### Naissance dans lesterreirosde Bahia
Épicentre politique et socioculturel du Brésil, fondé sur l'esclavage, Rio de Janeiro a été fortement influencé par la culture africaine. Au milieu du XIXe siècle, plus de la moitié de la population de la ville — alors capitale de l'empire du Brésil — était composée d'esclaves noirs. Au début des années 1890, Rio compte plus d'un demi-million d'habitants, dont la moitié seulement est originaire de la ville, tandis que l'autre moitié vient des anciennes provinces impériales du Brésil, principalement de Bahia. À la recherche de meilleures conditions de vie, cet afflux de Noirs de Bahia à Rio de Janeiro s'est considérablement accru après l'abolition de l'esclavage au Brésil.
Appelée « Petite Afrique » par Heitor dos Prazeres, cette communauté de la diaspora bahianaise de la capitale s'est installée près de la zone portuaire de Rio et, après les réformes urbaines du maire Pereira Passos, dans les quartiers de Saúde et de Cidade Nova. De nouvelles habitudes, coutumes et valeurs d'origine afro-bahianaise ont été introduites par les Bahianais noirs vivant à Rio, influençant la culture de Rio de Janeiro,, en particulier lors d'événements populaires tels que la traditionnelle Festa da Penha et le carnaval. Femmes noires de Salvador et du Recôncavo bahianais, les Tias Baianas fondent les premiers terreiros de candomblé, introduisent le jeu des buccins, et diffusent dans la ville les mystères des religions des matrices africaines de la tradition Jeje-Nagô. Outre le candomblé, les résidences ou terreiros des tias baianas accueillaient diverses activités communautaires, comme la cuisine et les pagodes, où s'est développée la samba urbaine de Rio,.
Parmi les tias baianas les plus connues de Rio figurent Sadata, Bibiana, Fê, Rosa Olé, Amélia do Aragão, Veridiana, Mônica, Perciliana de Santo Amaro et Ciata,. Lieu de rencontre pour la religion, la cuisine, la danse et la musique, la maison de Tia Ciata était fréquentée par des danseurs de samba et des pères et mères de saints, ainsi que par des intellectuels et des hommes politiques influents de la société de Rio,. Parmi ses habitués figurent Sinhô, Pixinguinha, Heitor dos Prazeres, João da Baiana, Donga et Caninha, ainsi que des journalistes et des intellectuels comme João do Rio, Manuel Bandeira, Mário de Andrade et Francisco Guimarães.
C'est dans ce contexte que Vagalume, alors chroniqueur au Jornal do Brasil, assiste à la naissance de O Macaco É Outro (Le singe c'est un autre) en octobre 1916. Selon le journaliste, la samba est immédiatement adoptée par le peuple, qui sort en scandant la chanson dans un bloco animé. Donga a documenté l'œuvre en partition et, le 27 novembre de la même année, en déclare la paternité à la Bibliothèque nationale, où elle est enregistrée comme une samba carnavalesco (samba de carnaval) appelée Pelo telephone,. Peu après, la partition est utilisée dans trois enregistrements à la Casa Edison, dont l'un est interprété par le chanteur Baiano, accompagné à la viole, au cavaquinho et à la clarinette,,. Le titre est sorti en 78 tours chez Odeon le 19 janvier 1917 et a connu un grand succès au carnaval de Rio cette année-là,. Deux versions instrumentales ont également été publiées, enregistrées par la Banda Odeon en 1917, et la Banda do 1º Batalhão da Polícia da Bahia en 1918,.
Le succès de Pelo telephone a marqué le début officiel de la samba en tant que genre musical,,. Cette primauté a toutefois été remise en question par certains spécialistes, qui ont affirmé que l'œuvre n'était que la première samba de cette catégorie à connaître le succès,,,. Avant cela, Em casa da baiana, d'Alfredo Carlos Bricio, a été enregistré et déclaré à la Bibliothèque nationale comme samba partido-alto en 1913,, A viola está magoada, de Catulo da Paixão Cearense, publié comme « samba » par Baiano e Júlia l'année suivante,, et Moleque vagabundo, une « samba » de Lourival de Carvalho, également en 1914,.

Donga a enregistré la chanson, non sans quelque polémique.

Un autre débat lié à Pelo telephone concerne la paternité exclusive de Donga, rapidement contestée par certains de ses contemporains qui l'accusent de s'être approprié une création collective et anonyme en l'enregistrant comme sienne,. La partie centrale de la chanson aurait été conçue lors d'improvisations traditionnelles au cours de réunions dans la maison de Tia Ciata. Sinhô revendique la paternité du refrain « ai, se a rolinha, sinhô, sinhô » et a créé un autre texte en réponse à Donga. Cependant, Sinhô lui-même, qui s'imposera dans les années 1920 comme le premier grand nom de la samba, est accusé de s'approprier les chansons ou les vers d'autres personnes — ce à quoi il se justifie par la célèbre maxime selon laquelle la samba est « la musique est comme un oiseau, c'est à celui qui l'attrape le premier »,,. Cette défense vient d'une époque où la figure du compositeur populaire n'était pas celle de l'individu qui composait ou organisait les sons, mais celle de celui qui enregistrait et diffusait les chansons. À l'époque des enregistrements mécaniques, les compositions musicales — sous prétexte de s'assurer qu'il n'y avait pas de plagiat — n'appartenaient pas aux compositeurs, mais aux éditeurs et, plus tard, aux maisons de disques, une réalité qui ne change pas avant l'avènement des enregistrements électriques, lorsque le droit à la propriété intellectuelle de l'œuvre est devenu individuel et inaliénable pour le compositeur.
Quoi qu'il en soit, c'est après Pelo telephone que la samba a gagné en notoriété en tant que produit sur le marché musical brésilien,. Progressivement, la samba urbaine naissante a gagné en popularité à Rio de Janeiro, notamment lors de la Festa da Penha et du carnaval. Célébrée en octobre, la Festa da Penha est devenue un événement majeur pour les compositeurs de Cidade Nova qui souhaitaient faire connaître leurs compositions dans l'espoir qu'elles soient diffusées lors du carnaval suivant. Un autre promoteur de cette période est le théâtre de revue, qui a consacré Aracy Cortes comme l'une des premières chanteuses à succès du nouveau genre de la chanson populaire.
La consolidation du système d'enregistrement électrique a permis à l'industrie du disque de publier de nouvelles sambas interprétées par des chanteurs aux voix moins puissantes, comme Carmen Miranda et Mário Reis, des interprètes qui sont devenus des références en créant une nouvelle façon d'interpréter la samba, plus naturelle et spontanée, sans autant d'ornements, en opposition à la tradition du bel canto d'opéra,,,. Ces enregistrements suivaient un modèle esthétique marqué par des similitudes structurelles avec le lundu et, surtout, la matchiche (ou maxixe). Pour cette raison, ce type de samba est considéré par les spécialistes comme la samba-maxixe ou samba amaxixado,. Bien que la samba pratiquée dans les fêtes des communautés bahianaises de Rio soit une stylisation urbaine de la samba de roda ancestrale de Bahia, caractérisée par une samba de partido-alto avec des refrains chantés au rythme des battements de mains et des assiettes grattées avec des couteaux — que l'on appelle samba-raiado (samba rayée) —, cette samba est également influencée par le maxixe. C'est au cours de la décennie suivante qu'un nouveau modèle de samba est né dans les favelas de Rio de Janeiro, assez différent du style amaxixado associé aux communautés de la Cidade Nova,.

#### Émergence de la samba d'Estácio
Entre la fin du XIXe siècle et le début du XXe siècle, dans le contexte de la Première République, les classes pauvres de Rio de Janeiro ont été confrontées à de graves problèmes économiques liés à leur survie dans la capitale fédérale, tels que l'imposition de nouvelles taxes découlant de la fourniture de services publics (tels que l'éclairage électrique, l'eau et les égouts, les trottoirs modernes), une nouvelle législation imposant des normes et des restrictions architecturales pour les constructions urbaines et l'interdiction d'exercer certaines professions ou pratiques économiques liées à la subsistance principalement des plus pauvres. La situation de cette population a été encore aggravée par les réformes urbaines dans le centre de Rio de Janeiro, dont l'élargissement ou l'ouverture des routes a nécessité la destruction de plusieurs immeubles et logements sociaux dans la région, ainsi que dans la ville de Rio de Janeiro,.
En conséquence, ces résidents déplacés ont temporairement occupé les favelas proches de ces anciens bâtiments démolis, comme le Morro da Providência, à Gamboa (principalement occupé par d'anciens résidents de l'immeuble Cabeça de Porco et d'anciens soldats de la guerre de Canudos) et le Morro de Santo Antonio dans le Centro (surtout par d'anciens combattants de la révolte de l'Armada), qui a été la première favela du pays à avoir été démolie. En peu de temps, ce type de logement temporaire est devenu un élément permanent du paysage urbain de Rio, donnant naissance aux premières favelas de la ville. En raison de l'augmentation de la population expulsée des immeubles et de l'arrivée de nouveaux migrants pauvres dans la capitale de la République, les favelas se sont développées rapidement et se sont étendues sur les favelas et dans les zones suburbaines de Rio,.

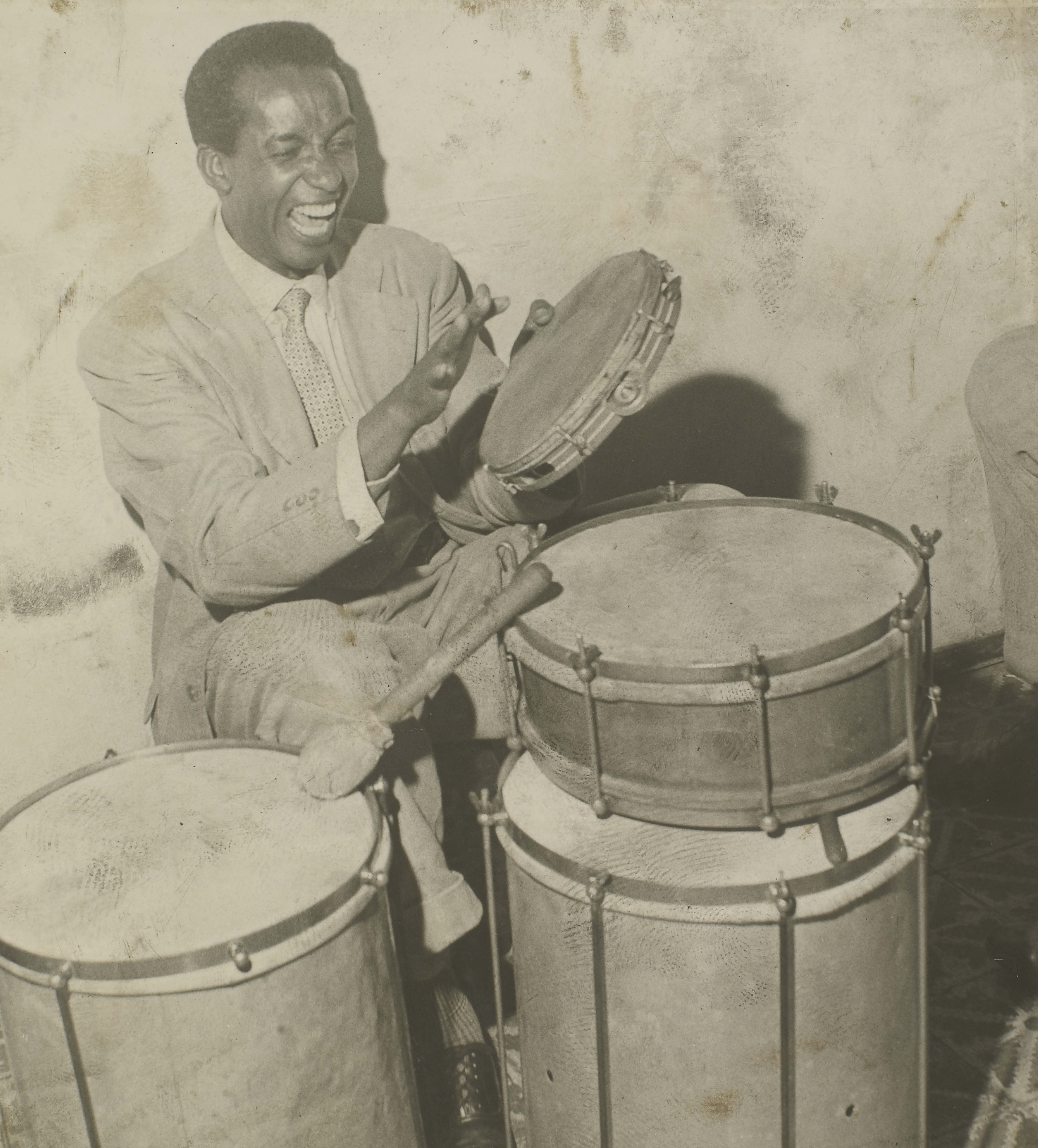
Le sambiste Ismael Silva, l'un des grands compositeurs de la samba d'Estácio.

C'est dans ce contexte qu'est né, dans la seconde moitié des années 1920, un nouveau type de samba, appelé « samba do Estácio », qui constituera la genèse de la samba urbaine de Rio en créant un nouveau modèle si révolutionnaire que ses innovations perdurent jusqu'à aujourd'hui,. Situé à proximité de la Praça Onze et abritant le Morro do São Carlos, le quartier Estácio était un centre de convergence des transports publics, principalement des tramways desservant la zone nord (pt). Sa proximité avec les bidonvilles naissants et sa primauté dans la formation de cette nouvelle samba ont fini par relier sa production musicale, depuis les lignes de chemin de fer urbaines, aux favelas et aux banlieues de Rio de Janeiro,, comme Morro da Mangueira (Mangueira) et le quartier suburbain d'Osvaldo Cruz.
La samba d'Estácio diffère de la samba de Cidade Nova en termes de thème, de mélodie et de rythme. Conçue pour les défilés des blocs de carnaval du quartier, la samba d'Estácio innove avec un tempo plus rapide, des notes plus longues et une cadence qui va au-delà des applaudissements traditionnels,. Un autre changement structurel résultant de cette samba a été la valorisation de la « deuxième partie » des compositions : au lieu d'utiliser l'improvisation typique des cercles de samba partido-alto ou des défilés de carnaval, il y a eu la consolidation de séquences préétablies, qui avaient un thème — par exemple, les problèmes quotidiens — et la possibilité de faire tenir le tout dans les normes des enregistrements phonographiques 78 tours de l'époque (quelque chose comme trois minutes sur des disques de 10 pouces). Par rapport aux œuvres de la première génération des Donga, Sinhô et leurs acolytes, les sambas produites par le groupe Estácio se distinguent également par leur plus grand contretemps, comme en témoigne une déclaration d'Ismael Silva sur les innovations introduites par lui et ses compagnons dans la nouvelle samba urbaine de Rio :

« C'est juste que lorsque j'ai commencé, la samba de l'époque ne permettait pas aux groupes de carnaval de se promener dans la rue comme on le fait aujourd'hui. Le style ne suffisait pas. J'ai commencé à me rendre compte qu'il y avait une chose à faire. La samba était comme ça : tan tantan tan tantan. Cela ne fonctionnait pas. Comment un bloco pouvait-il sortir dans la rue comme ça ? Nous avons donc commencé à faire une samba comme celle-ci : bum bum paticumbum pugurumdum. »

L'onomatopée intuitive construite par Ismael Silva tente d'expliquer le changement rythmique opéré par les danseurs de samba d'Estácio avec le bum bum paticumbum pugurumdum du tom basse pour marquer la cadence de la samba, ce qui en fait un rythme plus syncopé. Il s'agit donc d'une rupture avec la samba tan tantan tan tantan irradié par les Tias Baianas.
Ainsi, à la fin des années 1920, la samba moderne de Rio avait deux modèles distincts : la samba urbaine primitive de Cidade Nova et la nouvelle samba-sincopado du gang d'Estácio. La samba d'Estácio était la première de son genre à Rio de Janeiro. Cependant, alors que la communauté bahianaise jouissait d'une certaine légitimité sociale, notamment de la protection de personnalités importantes de la société de Rio de Janeiro qui soutenaient et fréquentaient les cercles musicaux de Pequena África, les nouveaux danseurs de samba de Bahia ont souffert de discrimination socioculturelle, y compris de répression policière. Les danseurs de samba de Rio de Janeiro ont également souffert de discrimination sociale et culturelle. Quartier populaire avec un fort contingent de noirs et de mulâtres, Estácio était l'un des grands fiefs de danseurs de samba pauvres situés entre la marginalité et l'intégration sociale, qui ont fini par être stigmatisés par les classes supérieures de Rio comme de « dangereux voyous »,. En raison de cette étiquette, la samba d'Estácio a souffert de nombreux préjugés sociaux à ses débuts.
Afin d'éviter les persécutions policières et de gagner en légitimité sociale, les danseurs de samba d'Estácio décident de lier leurs batucadas à la samba du carnaval et s'organisent en ce qu'ils appellent des écoles de samba.

« Une fois le carnaval terminé, la samba a continué parce que nous faisions de la samba toute l'année. Au café Apolo, au café do Compadre en face, dans les peixadas que nous faisions chez des amis, dans les feijoadas dans l'arrière-cour ou à l'aube, au coin des rues et dans les bars. La police venait alors nous déranger. Mais ils ne dérangeaient pas les gens d'Amor (le ranch du carnaval), qui avaient soif et s'en allaient. Et nous étions très jaloux. En 1927, plus ou moins en octobre, nous avons décidé d'organiser un bloco, même sans licence, qui nous permettrait de sortir au carnaval et de faire de la samba toute l'année. L'organisation et le respect, sans bagarres ni problèmes, étaient importants. Il s'appelait Deixa Falar [Laisse causer] pour répondre aux comadres bourgeois du quartier qui nous traitaient toujours de vagabonds. Nous étions des canailles, dans le bon sens du terme, mais nous n'étions pas des vagabonds. »

— Tinhorão 1974, p. 230.

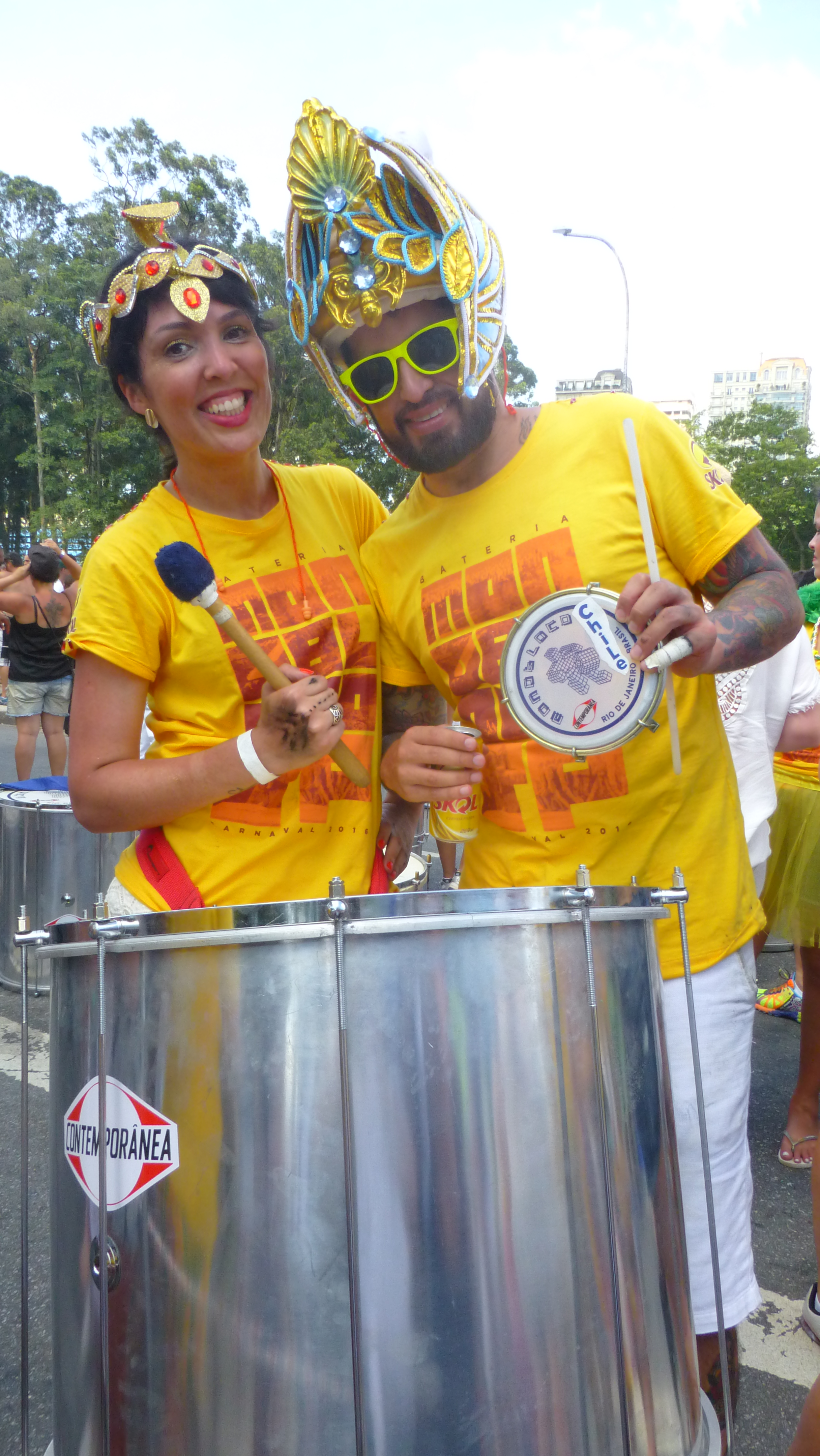
Des sambistes d'un bloc de carnaval contemporain avec surdo et pandeiro.

Selon Ismael Silva — également fondateur de Deixa Falar et créateur de l'expression « école de samba » —, le terme a été inspiré par l'école normale qui existait autrefois à Estácio, et les écoles de samba formeraient donc des « professeurs de samba »,. Bien que la primauté de la première école de samba du pays soit contestée par les noyaux qui ont formé Portela et Mangueira, Deixa Falar a été un pionnier dans la diffusion du terme en cherchant à établir une organisation différente des blocs de carnaval de l'époque et a également été le premier groupe de carnaval à utiliser l'ensemble connu plus tard sous le nom de bateria, un ensemble composé d'instruments de percussion tels que les toms basse, les tamborims et les cuícas, qui, ajoutés aux pandeiros et aux chocalhos déjà utilisés, conféraient à la samba des défilés une caractéristique plus proche de la marcha.
En 1929, le chanteur de samba et babalaô Zé Espinguela organise le premier concours entre les premières écoles de samba de Rio : Deixa Falar, Mangueira et Oswaldo Cruz (la future Portela). Le concours ne comporte pas de défilé, mais une compétition pour élire la meilleure samba parmi ces groupes carnavalesques. Le vainqueur cette année-là est la samba A Tristeza Me Persegue, de Heitor dos Prazeres, l'un des représentants d'Oswaldo Cruz. Deixa Falar a été disqualifié pour avoir utilisé une flûte et une cravate appartenant à Benedito Lacerda, alors représentant de l'ensemble Estácio. Ce veto sur les instruments à vent est devenu la règle à partir de ce moment-là car il différenciait les écoles des ranchos carnavalescos en valorisant les batucadas, qui allaient définitivement marquer les fondements esthétiques de la samba à partir de ce moment-là.
La samba batucada et syncopée d'Estácio représentait une rupture esthétique avec la samba amaxixado de Cidade Nova, tandis que la première génération de samba n'acceptait pas les innovations créées par les sambistes de ce quartier, qui les considéraient comme une dénaturation du genre ou les qualifiaient même de « marches »,. Pour des musiciens comme Donga et Sinhô, la samba était synonyme de matchiche — une sorte de dernière évolution de la polka européenne — ; pour les danseurs de samba des bidonvilles de Rio de Janeiro, la samba était la dernière évolution du batuque angolais qu'ils voulaient enseigner à la société brésilienne par l'entremise des écoles de samba. Ce conflit générationnel ne dure cependant pas longtemps et la samba d'Estácio s'impose comme le rythme par excellence de la samba urbaine de Rio tout au long des années 1930,.
Entre 1931 et 1940, la samba est le genre de chanson populaire le plus enregistré au Brésil, avec près d'un tiers du répertoire total — 2 176 sambas sur un total de 6 706 compositions. Les sambas et les marches représentent ensemble un peu plus de la moitié du répertoire enregistré pendant cette période. Grâce à la nouvelle technologie d'enregistrement électromagnétique, il est possible de capturer les instruments de percussion présents dans les écoles de samba. La samba Na Pavuna d'Almirante, interprétée par le Bando de Tangarás, est la première à être enregistrée en studio avec les percussions qui caractériseront désormais le genre : tamborim, surdo, pandeiro, ganzá, cuíca, entre autres. Malgré la présence de ces instruments de percussion, les enregistrements de samba en studio sont marqués par la prédominance d'arrangements orchestraux avec des cuivres et des cordes. Tandis que la question de l'authenticité de leur production est sujette à caution et décriée de par leurs origines, ce schéma orchestral est surtout imprimé par des arrangeurs d'origine européenne, dont Simon Bountman, Romeu Ghipsman, Ignácio Kolman, Lúcio Chameck, Harry Kosarin et Arnold Gluckman, des chefs d'orchestre dont la formation érudite a fini par conférer un son symphonique européen à la contre-mélodie et au rythme de tambour de la samba estacienne,,,. Un gain esthétique indéniable a été apporté par eux, les circonstances techniques exigeant des solutions créatives de la part des arrangeurs et des interprètes. Les interventions de ces « déformateurs de samba » ont pourtant eu un accueil mitigé par leurs contemporains, étant accusés d'« empêcher l'émergence de ce qu'est le Brésil »,.
Une autre raison du succès de celle-ci sur le marché phonographique est l'introduction de la « deuxième partie », qui stimule l'établissement de partenariats entre compositeurs. Par exemple, un compositeur crée le refrain d'une samba et un autre compositeur conçoit la deuxième partie, comme cela s'est produit dans le partenariat entre Ismael Silva et Noel Rosa pour Para Me Livrar do Mal, le résultat de la première partie du compositeur de samba estacien et de la deuxième partie du compositeur de samba de Vila Isabel. Avec la demande croissante de nouvelles sambas de la part des interprètes, la pratique de l'achat et de la vente de compositions devient également courante,. Cette transaction se déroule généralement de deux manières différentes : l'auteur négocie la vente de l'enregistrement de la samba uniquement — en d'autres termes, le chanteur de samba reste l'auteur de la composition, mais ne reçoit aucune partie des recettes des ventes de disques, qui sont divisées entre l'acheteur et la maison de disques — ou de la composition entière — en d'autres termes, le chanteur de samba perd tous les droits sur sa samba, y compris la paternité de l'œuvre. Dans certains cas, le chanteur de samba vend le partenariat à l'acheteur et reçoit également une part des bénéfices de la vente des disques. La vente d'une samba permet au chanteur de samba de voir sa production médiatisée — surtout lorsqu'il ne jouit pas encore du même prestige que les chanteurs de samba de la première génération — et constitue également un moyen de compenser ses propres difficultés financières. Pour l'acheteur, c'est l'occasion de renouveler son répertoire, d'enregistrer d'autres disques et de gagner de l'argent sur les ventes, ce qui consolide sa carrière artistique. Les artistes ayant de bonnes relations avec les maisons de disques, les interprètes populaires Francisco Alves et Mário Reis, sont des adeptes de cette pratique,,, ayant acquis des sambas de compositeurs tels que Cartola et Ismael Silva,,.

#### Popularisation grâce à la radio
Les années 1930 marquent l'essor de la samba d'Estácio en tant que genre musical urbain au détriment de la samba de style matchiche. Si les écoles de samba ont joué un rôle crucial dans la délimitation, la diffusion et la légitimation de la nouvelle samba Estácio en tant qu'expression authentique de la samba urbaine de Rio, la radio a également joué un rôle décisif dans sa popularisation à l'échelle nationale.
Bien que la radiodiffusion au Brésil ait été officiellement inaugurée en 1922, la radio est encore un véhicule naissant de nature technique, expérimentale et restreinte. Dans les années 1920, Rio de Janeiro ne compte que deux stations de faible portée, dont la programmation se limite essentiellement à la diffusion de contenus éducatifs ou de musique classique. Ce panorama change radicalement dans les années 1930, avec l'ascension politique de Getúlio Vargas, qui identifie les médias comme un outil d'intérêt public à des fins économiques, éducatives, culturelles ou politiques, ainsi que pour l'intégration nationale du pays.
Un décret de Vargas réglementant en 1932 la publicité à la radio joue un rôle crucial dans la transformation commerciale, professionnelle et populaire de la radiodiffusion brésilienne,. Avec l'autorisation pour les publicités d'occuper 20 puis 25 % du programme, la radio devient plus attrayante et plus sûre pour les annonceurs et — associée à l'augmentation des ventes de récepteurs à l'époque — a transformé le véhicule, qui avait auparavant une fonction éducative, en une puissance de divertissement. Avec l'apport de ressources financières provenant de la publicité, les radiodiffuseurs commencent à investir dans la programmation musicale, faisant de la radio le plus grand diffuseur de musique populaire du pays, qu'elle soit enregistrée sur disque ou présentée en direct depuis les auditoriums et les studios radio. Avec la samba comme attraction majeure, la radio donne de l'espace au genre avec les « sambas de carnaval », diffusées à l'occasion des festivités de carnaval, et les « sambas de milieu d'année », diffusées tout au long de l'année.

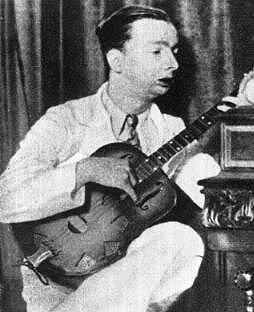
Le sambiste Noel Rosa est le premier grand nom de la samba à rapprocher le genre des classes moyennes.

Cette expansion de la radio comme moyen de divertissement de masse permet la formation d'un champ professionnel tant pour les techniciens professionnels liés aux activités sonores que pour les interprètes, arrangeurs et compositeurs. Dans ce scénario, les radiodiffuseurs Ademar Casé (à Rio) et César Ladeira (à São Paulo) se distinguent, en tant que pionniers dans l'établissement de contrats exclusifs avec des chanteurs pour se produire dans des programmes en direct,. C'est-à-dire qu'au lieu de recevoir seulement une redevance par présentation, une rémunération mensuelle est fixée, un modèle qui a déclenché de violentes rivalités entre les stations de radio, y compris celles de différents États, pour constituer leurs équipes professionnelles et exclusives de vedettes de la musique populaire et d'orchestres philharmoniques,. De grands artistes de samba, comme Carmen Miranda, ont commencé à signer des contrats avantageux pour travailler exclusivement avec une certaine station de radio. La mise en place de programmes dans de grands auditoriums nécessite la création de grands orchestres radiophoniques, dirigés par des chefs d'orchestre arrangeurs, qui ont donné un habillage plus sophistiqué à la musique populaire brésilienne. L'une des formations orchestrales les plus connues à la radio était l'Orquestra Brasileira — sous le commandement du maestro Radamés Gnattali et avec une équipe de musiciens tels que les joueurs de samba João da Baiana, Alcebíades Barcelos et Heitor dos Prazeres aux percussions —, qui combinait des modèles de la chanson internationale de l’époque avec des instruments populaires de la musique brésilienne, comme le cavaquinho et le violão,. L'Orquestra Brasileira est devenue célèbre avec le succès du programme Um milhão de melodias (Un million de mélodies), sur Rádio Nacional do Rio de Janeiro, l'un des plus populaires de l'histoire de la radio brésilienne.
Dans cette phase dorée de la radiodiffusion au Brésil, une nouvelle génération de compositeurs issus de la classe moyenne émerge, comme Almirante, Ary Barroso, Ataulfo Alves, Braguinha, Lamartine Babo et Noel Rosa, qui ont construit des carrières réussies en partie grâce à ce moyen de communication. Ayant grandi dans le quartier bourgeois de Vila Isabel, Noel Rosa a joué un rôle déterminant dans la déstigmatisation de la samba d'Estácio. Bien qu'il ait commencé sa carrière musicale en composant des emboladas du Nord-Est et des styles ruraux similaires, le compositeur a changé de style au contact de la samba fabriquée et chantée par les bambas d'Estácio et d'autres danseurs de samba dans les favelas de Rio de Janeiro. Cette réunion aboutit à des amitiés et des partenariats entre Rosa et des noms comme Ismael Silva, Cartola, Canuto et Antenor Gargalhada. Dans le domaine de l'interprétation de la samba, outre Noel Rosa, une nouvelle génération d'interprètes émerge, tels que Jonjoca, Castro Barbosa, Luís Barbosa, Cyro Monteiro, Dilermando Pinheiro, Aracy de Almeida, Marília Batista.

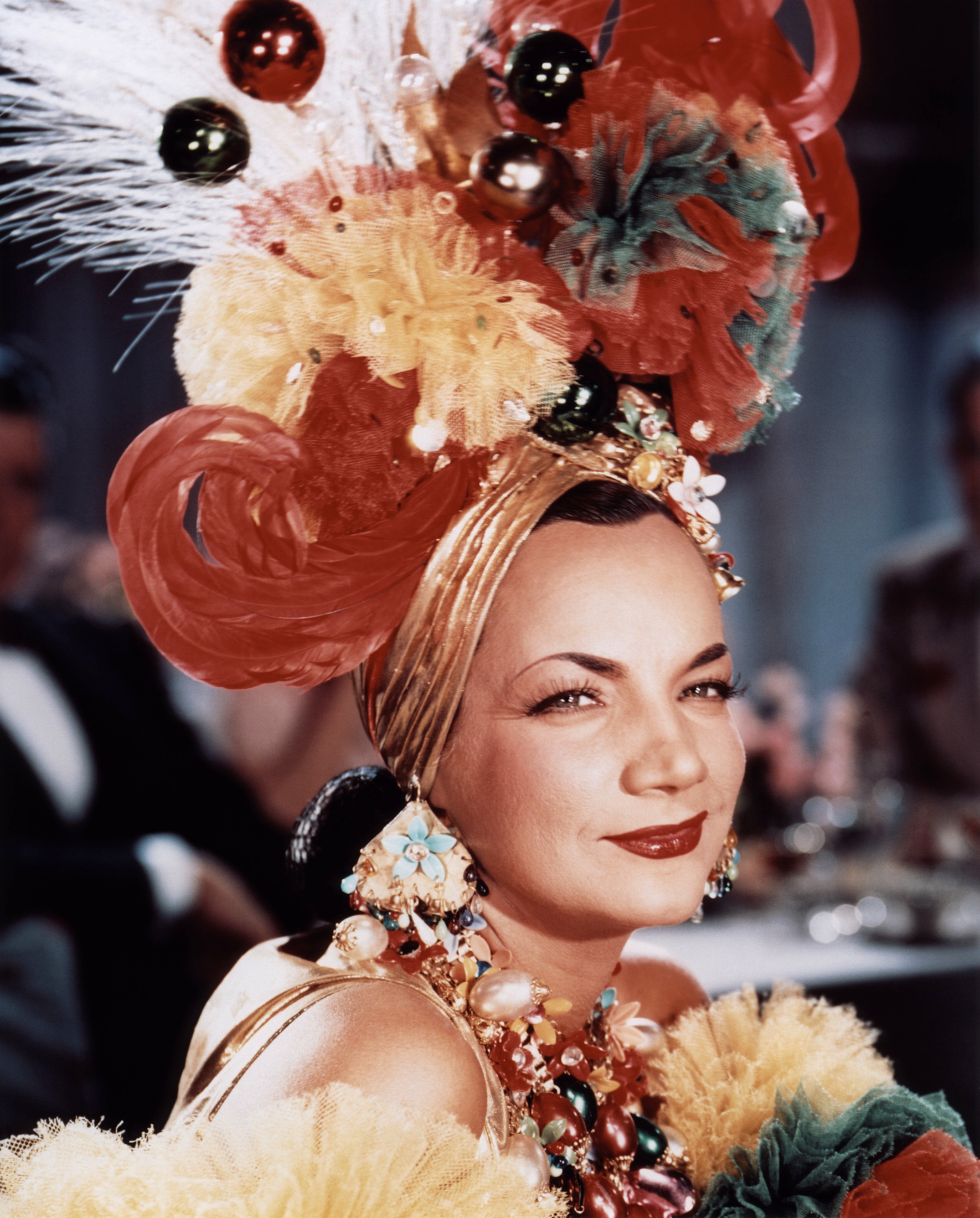
La chanteuse et actrice Carmen Miranda a été la première artiste de samba à faire connaître ce genre au niveau international.

Un autre moment fort est le succès de la chanteuse Carmen Miranda, grande star de la musique populaire brésilienne de l'époque et première artiste à promouvoir la samba au niveau international,. Devenue célèbre au Brésil, Miranda obtient du succès aux États-Unis, où elle joue dans des comédies musicales à New York et, plus tard, dans le cinéma hollywoodien. Sa popularité était telle que la chanteuse s'est même produite à la Maison-Blanche pour le président Franklin D. Roosevelt.
La consolidation de la samba en tant qu'élément phare du programme musical de la radio de Rio est marquée par l'association du genre à l'image des artistes blancs qui, même lorsqu'ils étaient prolétarisés, répondaient mieux au goût moyen du public, tandis que les chanteurs de samba noirs et pauvres restaient généralement en marge de ce processus, en tant que simples fournisseurs de compositions pour les grands interprètes blancs ou en tant qu'instrumentistes accompagnant ces derniers. Cette forte présence d'interprètes et de compositeurs blancs a également été décisive pour l'acceptation et l'appréciation de la samba par les élites économiques et culturelles du pays,,. Dès lors, la classe moyenne commence à reconnaître la valeur du rythme inventé par les Brésiliens noirs. Le Théâtre municipal de la capitale fédérale est devenu le lieu consacré à d'élégants bals de carnaval auxquels assistait l'élite de Rio. Ayant contacté le genre populaire à travers les cercles de samba et de choro, le célèbre maestro Heitor Villa-Lobos a favorisé une rencontre musicale entre le maestro américain Leopold Stokowski et les artistes de samba Cartola, Zé da Zilda, Zé Espinguela, Pixinguinha, Donga, João da Baiana et d'autres, sur le navire Uruguay, ancré au quai de Mauá, dans le centre de Rio, en 1940. Le résultat des enregistrements a été diffusé aux États-Unis sur plusieurs disques 78 tours,,.
Un autre espace d'élite dans la société brésilienne était les casinos, qui ont connu leur apogée au Brésil dans les années 1930 et 1940,. Au-delà de travailler avec des jeux de hasard, ces élégantes maisons de divertissement offraient des services de restaurant et de bar et servaient de scène pour des spectacles – parmi lesquels la samba figurait également en bonne place,. De cette manière, les casinos signaient des contrats exclusifs avec de grands artistes, comme ce fut le cas avec Carmen Miranda, égérie du Cassino da Urca,.
La consolidation de la samba parmi les élites brésiliennes est également influencée par l’appréciation de l’idéologie du métissage en vogue avec la construction du nationalisme à l'époque. D'image de symbole du retard national, le métis devient un représentant des singularités brésiliennes, et la samba, avec son origine métisse, finit par être liée à la construction de l'identité nationale. Ayant joué un rôle décisif dans le développement de la radio au Brésil, le gouvernement Vargas percçoit la samba comme un élément essentiel dans la construction de cette idée de métissage,,. Surtout sous l'Estado Novo, dont la politique culturelle idéologique consistant à reconceptualiser le populaire et à louer tout ce qui était considéré comme une expression nationale authentique,, la samba est élevée au rang de symbole national du pays,,, et rythme officiel de la patrie. Cependant, l'une des préoccupations du régime de Vargas est d'intervenir dans la production musicale afin de promouvoir la samba comme moyen de socialisation « pédagogique », c'est-à-dire d'interdire les compositions contraires à l'éthique du régime. Dans cette quête de « civilisation » de la samba, des organismes politiques tels que le Département de presse et de propagande (DIP) entrent en action pour commander des sambas qui exaltaient le travail et censuraient les paroles qui traitaient de la bohème et de la supercherie,, deux des thèmes les plus courants de la tradition de la samba urbaine de Rio de Janeiro,. Des concours musicaux sont également créés à travers lesquels l'opinion publique choisissait ses compositeurs et interprètes préférés.

Le sambiste Heitor dos Prazeres a participé à la fondation des premières écoles de samba.

Sous Vargas, la samba jouait un rôle important dans la construction de l'image du Brésil à l'étranger et constitue un moyen important de promotion de la culture et du tourisme du pays. Afin de renforcer une image nationale positive, la présence d'interprètes renommés du genre dans les délégations présidentielles dans les pays d'Amérique latine devient fréquente,. À la fin de 1937, les artistes de samba Paulo da Portela et Heitor dos Prazeres participent à une caravane d'artistes brésiliens qui se sont produits à Montevideo à l'occasion de la Gran Exposición Feria Internacional del Uruguay. Le gouvernement brésilien finance également un programme musical informatif et populaire appelé Uma Hora do Brasil, produit et diffusé par Radio El Mundo à Buenos Aires, qui a au moins une émission vers l'Allemagne nazie. Lorsque le régime de Vargas s'est adressé aux États-Unis, le DIP a conclu un accord pour diffuser des programmes de radio brésiliens sur des centaines de stations du réseau CBS. Dans ce contexte, la samba-exaltação Aquarela do Brasil (d'Ary Barroso) est lancée sur le marché des États-Unis, devenant le premier succès musical brésilien à l'étranger, et l'une des œuvres les plus populaires du répertoire populaire national. Dans le cadre de la politique de bon voisinage, Walt Disney rend visite à Portela lors de sa visite au Brésil en 1941, où l'hypothèse est émise que Zé Carioca, un personnage créé par le dessinateur pour exprimer la manière brésilienne, aurait été inspiré par la figure de l'artiste de samba Paulo da Portela,.
L'essor de la samba en tant que genre musical populaire au Brésil voit également sa diffusion dans le cinéma brésilien, notamment dans les comédies musicales, faisant partie intégrante de la bande originale, de l'intrigue ou même du thème principal de l'œuvre cinématographique,. La bonne acceptation par le public du court métrage A Voz do Carnaval (d'Adhemar Gonzaga) ouvre la voie à plusieurs autres œuvres cinématographiques liées à ce rythme dont beaucoup présentaient une forte présence des artistes vedettes de la radio au casting, comme dans Alô, Alô, Brasil !, qui comprenait les sœurs Carmen et Aurora Miranda, Francisco Alves, Mário Reis, Dircinha Batista, Bando da Lua, Almirante, Lamartine Babo, entre autres,,. L'avènement des films populaires de chanchada fait du cinéma brésilien l'un des plus grands promoteurs de la musique de carnaval,.
Cependant, au cours de la décennie, la samba des Bambas de Rio commence à perdre de la place à la radio brésilienne au profit de nouveaux sous-genres qui se formaient, tandis que des personnalités telles que Cartola et Ismael Silva tombaient dans l'ostracisme jusqu'à quitter la scène musicale à la fin des années 1940.

#### Nouveaux genres commerciaux
Grâce à son exploitation économique à travers la radio et les disques, la samba se professionnalise et se diversifie également dans d'autres genres, dont beaucoup sont distincts des nuances nées dans les bidonvilles de Rio de Janeiro et établies en fonction des intérêts de l'industrie nationale de l'enregistrement. L'« âge d’or » de la musique brésilienne, situé entre 1929 et 1945, est marqué par l’arrivée de la radio et de l’enregistrement sonore électromagnétique dans le pays et par la notoriété de grands compositeurs et interprètes. Cette période voit aussi l'apparition de plusieurs typifications de la samba, plus ou moins solides.

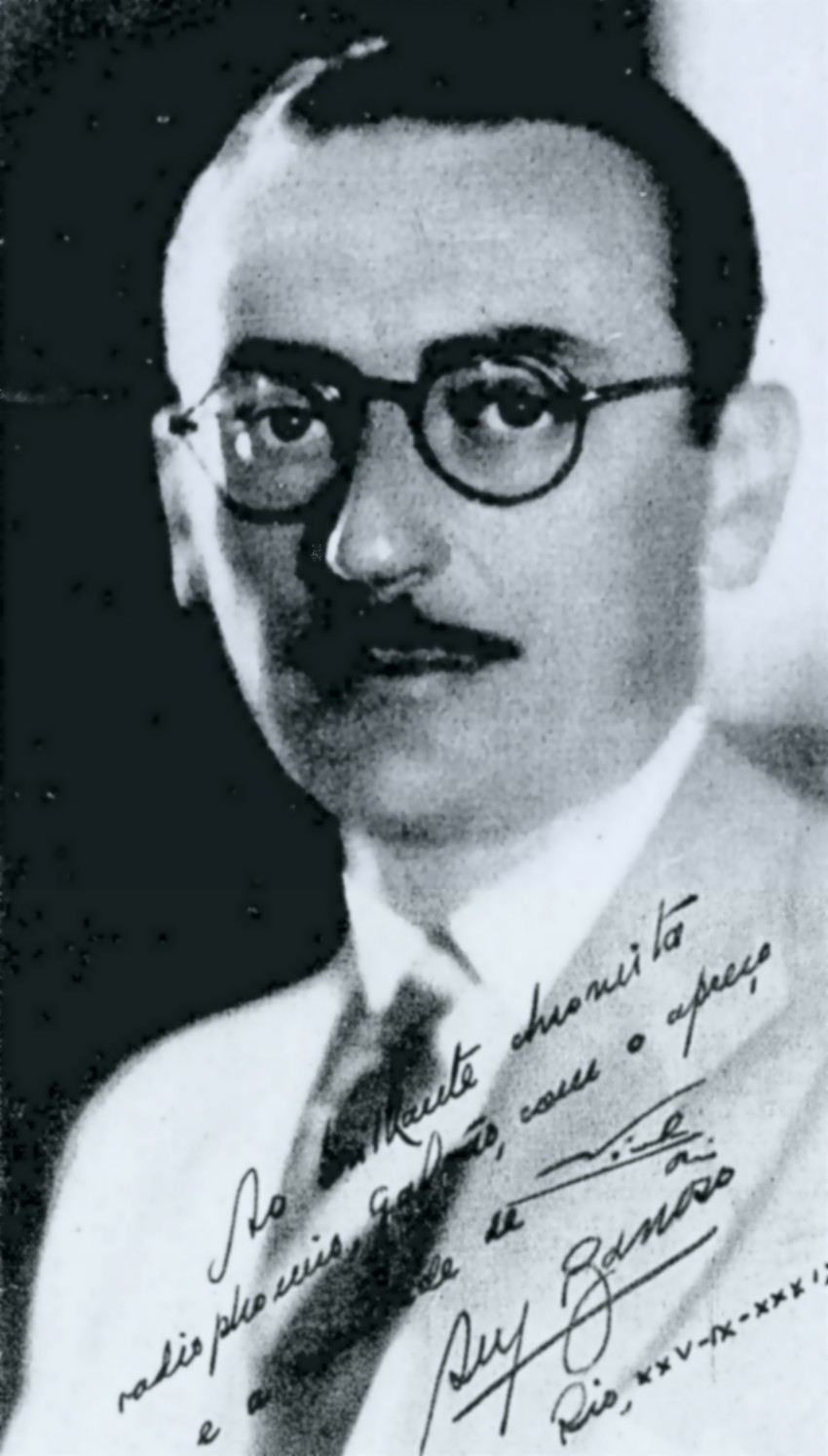
Ary Barroso est devenu l'un des grands compositeurs de samba de « l'âge d'or » de la musique brésilienne.

Les publications consacrées au sujet diffusent une terminologie conceptuelle très variée, y compris des noms qui sont ensuite consacrés à de nouveaux sous-genres — tels que samba-canção, samba-choro, samba-enredo, samba-exaltação, samba de terreiro, samba de breque — ainsi que les partitions et labels enregistrés et les pochettes d'albums publiées impriment diverses nomenclatures pour la samba dans le but d'exprimer une tendance fonctionnelle, rythmique ou thématique — comme la samba à la mode bahianaise, la samba-batucada, la samba-jongo, la samba-matchiche —, même si certaines sonnaient assez incohérentes — comme la samba à mode agrião, la samba de arrelia, la samba do barulho, la samba épistolaire et la samba phonétique. Dans d’autres cas, c’est la critique musicale qui a imposé des étiquettes péjoratives dans le but de désapprouver certains changements esthétiques ou tendances de mode, utilisant par exemple les noms désobligeants de sambalada et sambolero pour les nuances stylistiques de la samba-canção.
Consacrée à l'ère de la radio comme l'un des principaux sous-genres de la samba, la samba-canção naît parmi les musiciens professionnels qui jouaient dans les théâtres de revues de Rio de Janeiro à la fin des années 1920 et au début des années 1930,. Bien que le terme ait commencé à circuler dans la presse en 1929 pour désigner par erreur les compositions amaxixées Jura, de Sinhô, et Diz que me amas, de J. Machado, l'étape initiale du volet fut Linda Flor (Ai, Ioiô), mélodie d'Henrique Vogeler et paroles de Luiz Peixoto, publiées dans des revues et sur disque par la chanteuse Aracy Cortes.
En général, la samba-canção était considérée comme une variante au tempo plus lent, avec une dominance de la ligne mélodique sur le marquage rythmique qui explore fondamentalement le thème de la subjectivité et du sentiment,. Comme ses sorties ont eu lieu en dehors de la saison du carnaval, le genre est devenu lié à ce qu'on appelle la « samba de meio de ano » (« samba de mi-année »),. Cependant, au cours des années 1930, le terme samba-canção fut utilisé pour désigner arbitrairement de nombreuses compositions contenues dans cette dénomination de « samba de mi-année », mais qui n'étaient pas encore des samba-canções proprement dites, qu'elles soient tristes ou plus vivantes. En revanche, de nombreuses sambas au moment de leur sortie seront plus tard reconnues comme samba-canção, comme c'est le cas des œuvres de Noel Rosa et Ary Barroso,. Ce n'est pas un hasard si Zuza Homem de Mello et Jairo Severiano considèrent que le style a été véritablement inauguré avec la deuxième version de la chanson No rancho fundo, avec une mélodie d'Ary Barroso et des paroles de Lamartine Babo.
Fondamentalement, le carnaval est réservé à la sortie de marchinhas et de sambas-enredo, une variante typique de cette forme dans les années 1930 en raison des paroles et de la mélodie, qui doivent constituer le résumé poétique du thème choisi par l'école de samba pour son défilé de carnaval. Contrairement à la samba-enredo, la samba de terreiro — ou « samba de quadra » — est un type de samba au tempo court, avec une deuxième partie plus mesurée qui prépare les tambours à un retour plus vif au début,. Son format est également consolidé dans les années 1930.
De cette époque également, la samba-choro — initialement appelée choro-canção ou choro cantado — était une forme hybride syncopée de samba avec le choro instrumental, mais avec un tempo medium et la présence de paroles. Créée par l'industrie musicale brésilienne, elle aurait été lancée avec Amor em Excesso, de Gadé et Valfrido Silva, en 1932,. L'une des sambas les plus populaires de cette variante est Carinhoso, de Pixinguinha, sortie en 1917. Elle est rééditée en 1937 avec des paroles de João de Barro et la voix d'Orlando Silva, et connaît un grand succès commercial. Au cours de la décennie suivante, le cavaquiniste Waldir Azevedo popularisera le chorinho, un type de samba instrumentale au tempo rapide.
Répandue pendant l'Estado Novo, la samba-exaltação était une modalité marquée par le caractère de grandeur, exprimé notamment par la mélodie étendue, les paroles au thème patriotique-chauviniste et le somptueux arrangement orchestral,. Le chef-d'œuvre de ce sous-genre est Aquarela do Brasil, d'Ary Barroso,. Après le succès de la première version enregistrée par Francisco Alves en 1939, la samba-exaltação commence à être bien cultivée par les compositeurs professionnels du théâtre musical et des médias phonographiques et radiophoniques. Une autre samba bien connue de ce type était Brasil Pandeiro, d'Assis Valente, un grand succès avec le groupe vocal Anjos do Inferno en 1941.
Au tournant des années 1940, émerge la samba de breque, un sous-genre marqué par un rythme fortement syncopé et des arrêts brusques appelés breques (de l'anglais break, terme brésilien signifiant frein d'automobile), auquel l'interprète ajoutait des commentaires oraux, généralement de nature humoristique,. Le chanteur Moreira da Silva s'est imposé comme le grand nom de ce sous-genre.

#### Hégémonie de la samba-canção et influences étrangères

Le chanteur de samba Wilson Batista, qui s'est également fait remarquer comme compositeur de marches de carnaval.

Avec la fin de la Seconde Guerre mondiale et la croissance importante de la production de biens de consommation, les appareils radio se sont répandus sur le marché brésilien sous différents modèles et à des prix abordables pour différents segments de la population brésilienne. Dans ce contexte, la radiodiffusion nationale a également connu un changement de langage et d'audience qui a fait de la radio un véhicule encore plus populaire au Brésil. À la recherche d'une communication plus facile avec l'auditeur, le modèle de programmation est devenu plus sensationnaliste, mélodramatique et attrayant. L'une des meilleures expressions de ce nouveau format et de ce nouveau public populaire sont le format talk-shows et les concours des « rois » et « reines de la radio »,. Bien qu’ils aient joué un rôle dans la légitimation de la samba en tant que produit culturel et symbole musical national et qu’ils aient également transformé la culture musicale populaire avec la circulation de nouveaux genres musicaux et de performances plus extraverties, les programmes d’auditorium ont encouragé le culte de la personnalité et de la vie privée des artistes, dont le point culminant est la frénésie collective générée autour des fan clubs de stars de la musique populaire lors des concours des rois et reines de la radio,.
Au milieu d'une samba plus liée aux traditions d'Estácio et des favelas, les années 1950 ont été marquées par la présence vitalisante d'anciens et de nouveaux compositeurs qui ont mené le renouveau du genre au cours des années suivantes,. Ce renouveau était présent dans les sambas d'auteurs les plus connus du grand public, comme Geraldo Pereira et Wilson Batista, d'artistes de samba moins connus mais actifs dans leurs communautés, comme Zé Keti et Nelson Cavaquinho — compositeur qui établira un grand partenariat avec Guilherme de Brito — et aussi avec de nouveaux compositeurs, comme Monsueto Menezes. Les sambas de breque de Jorge Veiga se sont également distinguées et, à São Paulo, Demônios da Garoa a célébré les sambas d'Adoniran Barbosa. Dans le cadre des célébrations du IVe Centenaire de la ville de São Paulo, le compositeur Almirante organise le « Festival da Velha Guarda » (festival de la vieille-garde) qui réunissait de grands noms de la musique populaire brésilienne alors oubliés, comme Donga, Ismael Silva, João da Baiana et Pixinguinha.
Cependant, la période comprise entre la seconde moitié des années 1940 et la fin des années 1950 est profondément marquée par le prestige et la domination de la samba-canção sur la scène musicale brésilienne,. Bien qu'au moment de son émergence il n'y ait pas eu beaucoup de sorties caractéristiques dans ce genre, beaucoup connaissent un grand succès commercial et, au milieu des années 1940, ce sous-genre commence à dominer la programmation radiophonique brésilienne et à être le style le plus joué en dehors de la saison du carnaval,,.
Cette montée de la samba-canção comme genre musical hégémonique s'accompagne également, surtout, de l’avalanche de genres musicaux étrangers, — apportés au Brésil dans le contexte politico-culturel de la Seconde Guerre mondiale, — qui ont commencé à concurrencer sur le marché national la samba-canção elle-même,. Le tango et, principalement, le boléro, qui occupaient une part importante des programmes radiophoniques, prolifèrent dans les clubs et les salles de danse de Rio de Janeiro et de São Paulo. La musique des États-Unis commence également à occuper une grande partie de la programmation des radios brésiliennes. Avec les big bands en évidence, certaines stations de radio faisaient la promotion du jazz, un genre de plus en plus apprécié par certains musiciens de Rio, notamment ceux qui travaillaient dans les boîtes de nuit. Sur un rythme samba-canção, de nombreux boléros, slow fox et chansons françaises faisaient également partie du répertoire des pianistes de la discothèque.
Sous l’influence de la forte pénétration de ces genres importés, la samba-canção d'après-guerre finit par être elle aussi influencée par ces rythmes. Dans certains cas, le changement s'est produit grâce à un traitement musical basé sur les timbres du cool jazz et des performances vocales plus sobres, et des structures mélodiques-harmoniques plus complexes, donc distinctes de la sensualité rythmico-corporelle de la samba traditionnelle,. Dans d'autres cas, c'était avec la forte passion exercée par le boléro, et les ballades commerciales étrangères. Les deux influences déplurent aux critiques les plus traditionalistes : dans la première, ils accusèrent la samba-canção de s'être « jazzifiée », notamment en raison des arrangements orchestraux sophistiqués, dans la seconde, le tempo encore plus lent et romantique du genre a conduit à des étiquettes péjoratives telles que « sambolero » ou « sambalada »,.

Les compositeurs Lupicínio Rodrigues et Martinho da Vila, tous deux auteurs de quelques-uns des grands classiques de la samba-canção.

En effet, les accompagnements orchestraux de la samba-canção à cette époque étaient marqués par des arrangements contenant des vents et des cordes qui remplaçaient les instruments traditionnels régionaux et permettaient une dramatisation dans les arrangements en accord avec le thème des chansons et l'expressivité des artistes interprètes ou exécutants. Si pour certains critiques, ces attributs orchestraux et mélodiques-harmoniques de la samba-canção moderne des années 1950 provenaient de la culture nord-américaine d'après-guerre, pour d'autres, cette influence était beaucoup plus latino-américaine que nord-américaine. Une autre marque esthétique du style à l'époque était la performance vocale des interprètes de cette musique, tantôt plus encline à la puissance lyrique et à l'expressivité, tantôt plus soutenue par un chant inactif et proche de la dynamique familière.
Avec l'émergence d'une nouvelle génération d'interprètes dans la période d'après-guerre, la scène musicale brésilienne a été envahie par les sambas-canções de « fossa » (litt. fosse septique) et « dor de cotovelo » (litt. douleur au coude) dans les années 1950,,,. La tendance se partageait entre une génération plus traditionnelle et une génération plus moderne,. Si le premier groupe comprenait des compositeurs tels que Lupicínio Rodrigues et Herivelto Martins et des interprètes tels que Nelson Gonçalves, Dalva de Oliveira, Angela Maria, Jamelão, Cauby Peixoto et Elizeth Cardoso, le deuxième groupe avait pour principaux représentants Dick Farney, Lúcio Alves, Tito Madi, Nora Ney, Dolores Duran, Maysa et Sylvia Telles, entre autres,. La samba-canção moderne faisait également partie d'une phase de la carrière de Dorival Caymmi, et du début de l'œuvre musicale de Tom Jobim,, l'un des grands noms du nouveau genre de samba qui marquerait stylistiquement le genre et la musique brésilienne elle-même dans les années à venir.

#### Émergence de la bossa nova
La période entre l'investiture de Juscelino Kubitschek, en 1956 et la crise politique du gouvernement de João Goulart qui culmine avec le coup d'État de 1964, a été marquée par une grande effervescence sur la scène musicale brésilienne, notamment à Rio de Janeiro. Bien qu'elle ait perdu son statut de capitale du pays après l'inauguration de Brasilia, la ville a maintenu sa position de pôle culturel majeur du pays et de la samba urbaine, dont les transformations dans l'environnement radiophonique, l'industrie du disque, les boîtes de nuit et parmi d'autres, les cercles de jeunes universitaires de la classe moyenne ont abouti à la bossa nova — le terme par lequel un nouveau style d'accompagnement rythmique et d'interprétation de la samba s'est répandu depuis la zone Sud de Rio de Janeiro,.

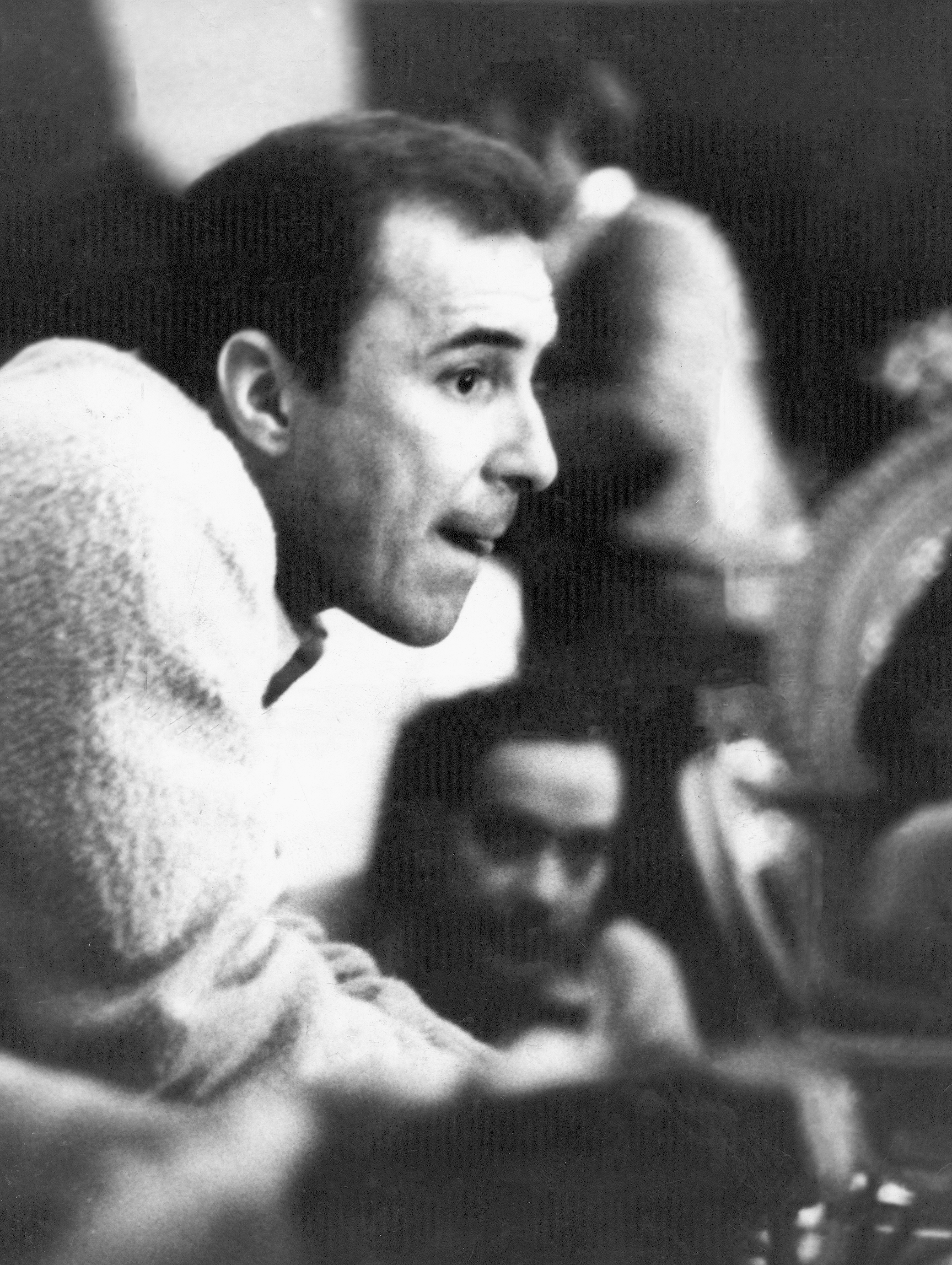
Le compositeur João Gilberto, considéré comme le « père » de la bossa nova.

À l'heure où l'appel à la tradition prend un nouvel élan, la bossa nova marque toute la structure de création et d'écoute basée sur des genres établis, puisqu'elle cherche un renouveau au sein de la tradition de la samba. Initialement appelée « samba moderne » par les critiques musicaux nationaux, ce nouveau genre a été officiellement inauguré avec la chanson Chega de Saudade, d'Antônio Carlos Jobim et Vinícius de Moraes, sortie en 1958 en deux versions : l'une interprétée par Elizeth Cardoso, et un autre avec le chanteur et guitariste João Gilberto,. Bahianais vivant à Rio, João Gilberto a radicalement changé la façon d'interpréter jusqu'alors la samba, modifiant les harmonies avec l'introduction d'accords de guitare non conventionnels et révolutionnant la syncope classique du genre avec une division rythmique unique. Ces expériences formelles gilbertiennes ont été consolidées dans le LP Chega de Saudade, sorti en 1959, et ont déclenché l'émergence d'un mouvement artistique autour de João Gilberto avec des artistes professionnels tels que Tom Jobim, Vinicius de Moraes, Baden Powell, Alaíde Costa, Sylvia Telles, entre autres, qui attire de jeunes musiciens amateurs du sud de Rio — presque tous issus de la classe moyenne et ayant une formation universitaire — comme Carlos Lyra, Roberto Menescal, Ronaldo Bôscoli,.

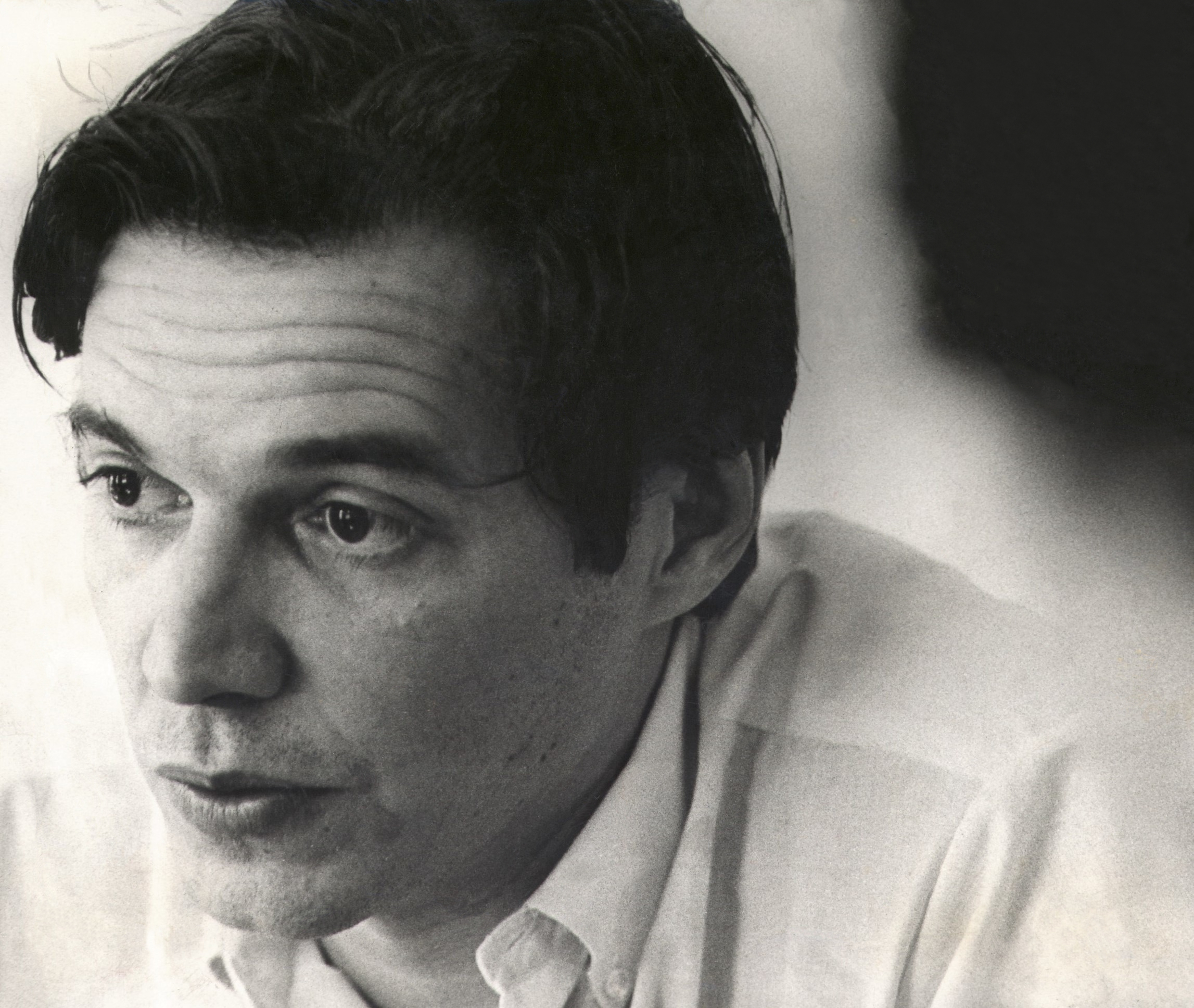
Le compositeur Antônio Carlos Jobim (ici en 1967), auteur de sambas bossa nova classiques.

Consolidée dans les années suivantes comme un type de samba de concert, non dansante et comparable au cool jazz américain, la bossa nova devient un style de samba très réputé sur la scène nationale et, avec son rythme, plus assimilable par les étrangers que la samba traditionnelle, devenant connue dans le monde entier,,. Après avoir été lancés sur le marché américain lors d'une série de concerts à New York à la fin de 1962,, des disques de bossa nova brésilienne sont publiés dans plusieurs pays, d'autres sont enregistrés et de nouvelles chansons sont composées, y compris avec des artistes étrangers. Plusieurs de ces œuvres — avec la samba Garota de Ipanema, de Vinicius de Moraes et Tom Jobim en tête, — sont devenues de grands succès internationaux. Cependant, au milieu des troubles qui marquent la scène politique brésilienne à cette époque, le mouvement connait des dissensions, qui donnent naissance à ce qu’on appelle le « courant nationaliste ». Dans l'intention de produire une œuvre plus engagée et en phase avec le contexte social de l'époque, les bossa-novistas nationalistes se forment autour de Nara Leão, Carlos Lyra, Sérgio Ricardo, Edu Lobo, et du partenariat entre Vinicius de Moraes et Baden Powell, ces deux derniers établissant un partenariat fertile qui aboutit au LP Os Afro-sambas, avec une bonne répercussion internationale.

Le crooner Sílvio César en 1960.

En plus de la bossa, d'autres sous-genres de la samba ont émergé au cours de cette période entre la fin des années 1950 et le début des années 1960. Avec l'essor des discothèques comme espaces majeurs de la vie nocturne à Rio, des spectacles tels que des spectacles de variétés avec la participation de danseurs de rythme et de samba et des spectacles musicaux pour danser se sont généralisés, principalement interprétés par des ensembles instrumentaux avec clavier, guitare, basse acoustique, batterie et percussions, et interprétés par des crooners. À la mode dans les années 1960, ce format de « samba pour danser » a donné naissance à des styles tels que la sambalanço — un type de samba très vivant et dansant, dans lequel se distinguaient des musiciens comme Ed Lincoln et des interprètes comme Sílvio César, Pedrinho Rodrigues, Orlandivo, Miltinho et Elza Soares,. Dans ce même environnement, a également émergé la samba jazz, un sous-genre consolidé avec le succès de la bossa nova qui a réuni la samba et le bebop, ayant d'abord comme base le trio instrumental piano-basse-batterie, avant d'avoir des formations plus élargies par la suite.
C'est également dans ce nouveau contexte musical qu'émerge le compositeur Jorge Ben avec sa manière particulière et hybride de jouer la samba, mêlant des éléments de bossa nova et des blues et rock 'n' roll américains,. Cela mènera même des sambas telles que Mas que nada et Chove Chuva, sorties par Sergio Mendes et le groupe Brasil 66, à atteindre les charts des États-Unis,. Et, à la fin des années 1960, émerge la samba funk, dont le fer de lance est le pianiste Dom Salvador et son Grupo Abolição, qui mélange les mesures binaires de la samba et les mesures quaternaires du funk américain, récemment arrivé sur le marché musical brésilien.
La période est également marquée par la grande profusion de danses exécutées en duo de samba. C'est le cas de la samba de gafieira, un style de danse développé lors des bals des clubs de banlieue de Rio fréquentés par des personnes à faible pouvoir d'achat tout au long des années 1940 et 1950 et qui est également devenu une mode parmi les classes moyennes supérieures dans les années 1960, et la samba rock, un style de danse né des danses de la banlieue de São Paulo dans les années 1960, mêlant des pas de samba, de rock et de rythmes caribéens comme la rumba et la salsa,,. Les « danses noires » ont connu leur apogée, notamment à Rio et à São Paulo dans les années 1970, époque de grande profusion de la culture musicale noire venue des États-Unis, autour de laquelle ces danses se diffusaient,. Cela a également généré un nouveau débat sur l'influence étrangère sur la musique brésilienne et sur la samba elle-même.

#### La samba comme «musique de résistance»
En 1962, « Carta do samba » (Lettre de la samba) est rendue publique ; ce document, rédigé par l'écrivain Edison Carneiro, exprime la nécessité de préserver les caractéristiques traditionnelles de la samba, comme la syncope, sans toutefois « nier ou lui enlever sa spontanéité et ses perspectives de progrès ». Ce manuscrit est le résultat d'une série de circonstances qui ont conduit la samba urbaine traditionnelle non seulement à être revalorisée dans divers milieux culturels brésiliens, mais aussi à être considérée par eux comme une sorte de « musique de résistance » à l'hégémonie musicale de la radio de Rio à l'époque. Dans une décennie marquée sur le marché musical brésilien par la domination du rock international et de sa variante brésilienne, la Jovem Guarda, cette samba a commencé à être considérée comme l'expression de la plus grande authenticité et pureté du genre, ce qui a conduit à la création de termes comme la « samba authentique », la « samba des favelas », la « samba racine » ou encore la « vraie samba ».

Cartola a vu sa carrière musicale refaire surface dans les années 1960 et 1970.

L'une des plus grandes expressions de cette « samba de résistance » dans la première moitié des années 1960 fut Zicartola, un bar ouvert dans une maison à deux étages de la Rua da Carioca en 1963,. Initiative du chanteur de samba Cartola et de sa compagne Dona Zica, Zicartola est rapidement devenu un lieu de rencontre célèbre pour les sambistas de la vieille école, a attiré de nombreux étudiants et intellectuels de la gauche de Rio, et est devenu célèbre pour ses soirées de samba qui, en plus de révéler de nouveaux talents comme Paulinho da Viola, a relancé la carrière d'anciens compositeurs exclus du marché de la musique,. En février 1964, l'année du coup d'État militaire, sort Nara, le premier album de Nara Leão, qui comprend des sambas de compositeurs de samba traditionnels tels que Cartola, Élton Medeiros, Nelson Cavaquinho et Zé Keti, ainsi que les sambas du courant plus nationaliste de la bossa nova. À la fin de cette année-là, la chanteuse de bossa nova a rencontré Zé Keti et João do Vale pour le spectacle musical Show Opinião, qui est devenu une référence en tant que manifestation artistique de protestation contre le régime autoritaire établi,.

Clementina de Jesus n'a enregistré son premier LP qu'à l'âge de 65 ans.

L'année suivante, le compositeur Hermínio Bello de Carvalho produit le spectacle Rosa de Ouro, un spectacle musical qui lance Clementina de Jesus, soixante ans, au grand public,. C'est la naissance du parcours artistique professionnel d'une des voix les plus expressives de l'histoire de la samba, marquée par un répertoire axé sur les racines africaines de l'univers de la samba, comme les jongos, les curimbas, les lundus et les sambas de tradition rurale. L'ensemble accompagnant Clementina dans ce spectacle était composé de Paulinho da Viola, Elton Medeiros, Anescarzinho do Salgueiro, Jair do Cavaquinho et Nelson Sargento,. Connues à l'époque sous le nom d'« ensembles régionaux », ces formations basées sur le violão, le cavaquinho et le pandeiro, et parfois un instrument à vent, ont été revalorisées et associées à l'idée d'une samba plus authentique. Dès lors, l'idée de former des groupes de samba à la fois vocales et instrumentales pour des présentations professionnelles mûrit et, avec le succès obtenu par des groupes tels que A Voz do Morro et Os Cinco Crioulos, stimula la création d'autres groupes composés uniquement de joueurs de samba avec directement ou indirectement avec des écoles de samba dans les années suivantes, comme les groupes Os Originais do Samba, Nosso Samba, Brasil Ritmo 67, Os Batuqueiros, Exporta-samba, entre autres. Deux autres spectacles significatifs de ce moment de revalorisation esthétique de la samba urbaine traditionnelle de Rio de Janeiro furent « Telecoteco opus N°1 », au Teatro Opinião et « O samba pede passa », qui a réuni des vétérans tels qu'Ismael Silva et Aracy de Almeida avec les jeunes Baden Powell, Sidney Miller et MPB4, entre autres,.
Dans ce contexte d'effervescence des mouvements de résistance à la samba, le programme « Adelzon Alves, o amigo da dawn » a vu le jour, qui consacre sur Rádio Globo un répertoire exclusivement dédié au genre,. Face à l'hégémonie du rock étranger et de la Jovem Guarda, notamment en raison de l'influence des maisons de disques sur les chaînes commerciales du pays, le programme d'Adelzon Alves est devenu le principal porte-parole de la samba et des chanteurs de samba de Rio dans le milieu radiophonique et un grand propagateur de termes, qui résonnent encore aujourd'hui, faisant référence à l'héritage de l'univers de la « samba do morro » (littéralement samba de la colline, en référence aux collines où se trouvent les favelas) en tant que musique nationale de « résistance » et de « racines »,,.

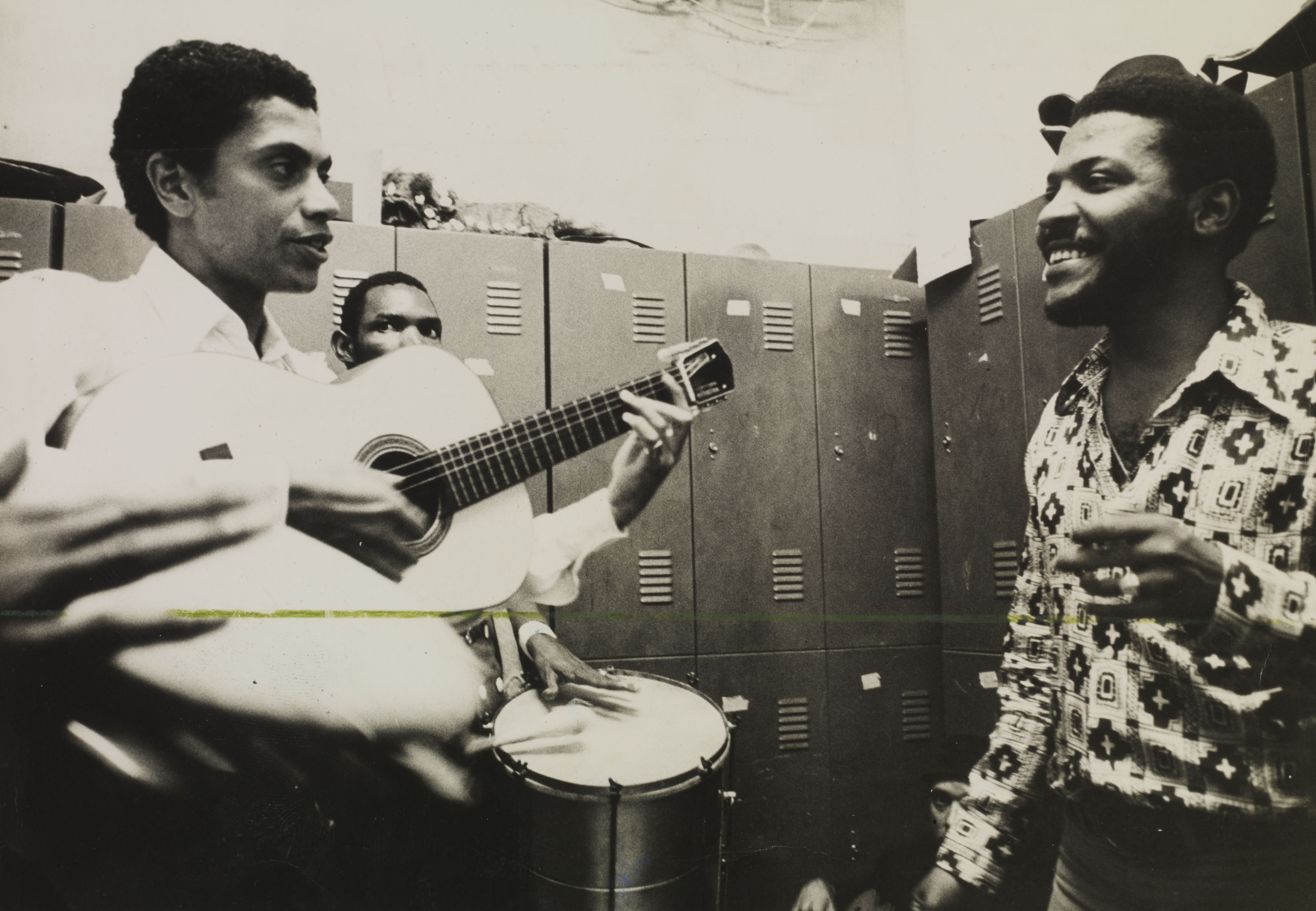
Paulinho da Viola et Martinho da Vila ont commencé leur trajectoire musicale dans les années 1960.

Outre la force de la Jovem Guarda, mouvement catapulté par le programme éponyme diffusé par TV Record, la musique brésilienne connaît alors l'émergence d'une nouvelle génération d'artistes post-bossa nova qui, reconnus à l'époque des « festivals de la chanson », deviennent l'embryon de ce que l'on appelle la música popular brasileira (MPB),. L'un de ces noms les plus remarquables était le compositeur Chico Buarque, auteur de sambas telles que Apesar de Você qui sont devenues des classiques du genre. Contrairement aux disputes idéologiques entre la guitare brésilienne et les guitares électriques qui ont marqué ces festivals, le joueur de samba débutant Martinho da Vila a inscrit la Menina Moça, un partido-alto stylisé, au troisième Festival de musique populaire brésilienne en 1967. Bien qu'éliminée très tôt de ce concours, la chanson a projeté le nom de Martinho sur la scène musicale de l'époque, dont les succès ultérieurs ont ouvert la voie à l'affirmation sur le marché musical de ce type de samba marqué par un refrain fort et, normalement, trois parties solos.
Tout comme l'orientation esthétique destinée à la jeune musique de l'époque, ces « festivals de chansons » ignoraient pratiquement la vieille samba, ce qui suscitait des critiques de la part d'artistes de samba comme Elton Medeiros, qui exigeaient l'inclusion de la « vraie musique brésilienne » dans ces concours musicaux. Contrairement à cette tendance, la première Biennale de Samba a eu lieu en 1968,,, une année marquée également par la sortie du premier album solo de Paulinho da Viola et également d'un autre album de ce compositeur en duo avec Elton Medeiros,. Au début de la décennie suivante, Paulinho consolide son prestige avec le succès commercial de la samba Foi um rio que passou na minha vida et aussi en tant que producteur du premier disque phonographique du groupe Velha Guarda da Portela,.

#### La samba dans l'expansion de l'industrie musicale

Clara Nunes, première chanteuse brésilienne à vendre plus de 100000 exemplaires d'un LP.

Entre 1968 et 1979, le Brésil a connu une forte croissance de la production et de la consommation de biens culturels,. Durant cette période, l'industrie du disque connaît une forte expansion dans le pays, qui se consolide comme l'un des plus grands marchés du monde. Parmi les principaux facteurs d'expansion du marché brésilien figurent : la consolidation de la production de MPB stimulée par des artistes tels que Elis Regina, Chico Buarque, Caetano Veloso, Gilberto Gil, Gal Costa, Maria Bethânia, et également dans le segment des chansons romantiques, porté par le numéro dans les charts, Roberto Carlos ; l'établissement du LP comme format dominant, où il était possible d'inclure plusieurs compositions sur le même disque, et rendait également l'artiste plus important que ses chansons individuelles ; la participation significative de la musique étrangère sur le marché, avec la prédominance de la musique jeune dans les charts et la croissance du répertoire international dans les bandes originales de feuilletons, principalement sur TV Globo.
Un autre aspect important du secteur phonographique de l'époque était technologique, avec une modernisation des studios d'enregistrement au Brésil qui se rapprochaient des normes techniques internationales, et aussi la consolidation de maisons de disques étrangères dans le pays, comme EMI (qui rachète plus tard le Odeon brésilien) et WEA. Cette véritable entrée du Brésil dans l'industrie culturelle mondiale a également profondément affecté l'univers de la samba, qui est devenu l'un des phénomènes de masse du marché musical national de cette décennie, représenté par l'apparition, sur la liste des disques les plus vendus à l'époque, des LP de Martinho da Vila, Os Originais do Samba, Agepê, Beth Carvalho, Clara Nunes, Alcione, Jair Rodrigues et Benito di Paula, entre autres, et des sambas-enredo des écoles du Groupe I de Rio.

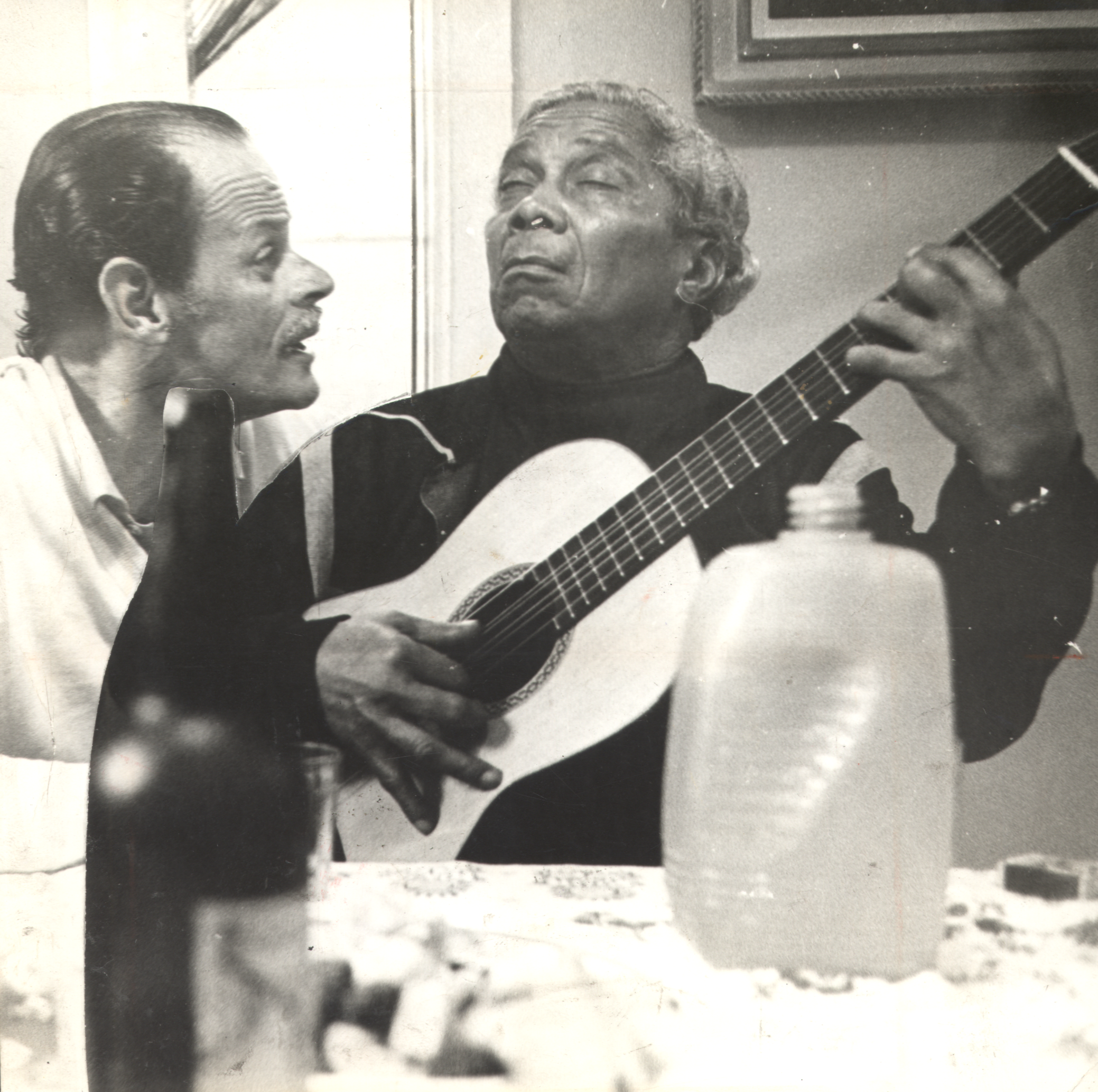
Guilherme de Brito et Nelson Cavaquinho ont signé l'un des grands partenariats de la samba.

Dans le fief de la samba traditionnelle, sont sortis les premiers LP des compositeurs chevronnés Donga, Cartola et Nelson Cavaquinho,. Deux autres compositeurs déjà réputés dans ce milieu, Candeia et Dona Ivone Lara, ont également fait leurs débuts avec des œuvres solos sur le marché musical,. La même chose s'est produite à São Paulo avec la sortie des premiers albums studio d'Adoniran Barbosa et Paulo Vanzolini,. Révélés au cours de la décennie précédente, les artistes de samba Paulinho da Viola et Martinho da Vila se sont imposés comme deux des noms les plus titrés du monde de la samba dans les années 1970, qui ont également vu l'émergence des chanteurs Roberto Ribeiro et João Nogueira. Parmi les interprètes de la nouvelle génération, les noms de Clara Nunes, Beth Carvalho et Alcione se sont imposés comme les grandes chanteuses de samba du marché musical brésilien, dont les bonnes ventes de disques – marquées par l'appréciation des chansons des compositeurs des écoles de samba de Rio – ont grandement contribué à la popularité de la samba,. Leci Brandão, qui se vantait déjà du statut de membre de l'aile des compositeurs de Mangueira et Cristina Buarque, pour son travail de sauvetage des sambas et des artistes de samba des écoles de samba, ont également rejoint cet « ABC de la samba ». Parmi les nouveaux compositeurs, se distinguent Paulo César Pinheiro, Nei Lopes, Wilson Moreira, ainsi que le duo Aldir Blanc et João Bosco,.
Dans le même contexte d’expansion de la samba sur le marché musical brésilien dans les années 1970, l’industrie musicale a investi dans une ligne de samba moins traditionnelle et plus romantique, dont la structure rythmique simplifiée laissait un peu de côté les percussions – caractéristique principale de la samba,. Rejetée comme brega (ringarde) tant par les musiciens les plus renommés du pays que par la critique, cette formule a été stigmatisée sous l'étiquette péjorative de « samba-joia »,,. Malgré cela, cette samba plus romantique est devenue un grand succès commercial dans le répertoire de chanteurs tels que Luiz Ayrão, Luiz Américo, Gilson de Souza, Benito Di Paula et Agepê, ainsi que le duo Antônio Carlos et Jocáfi, auteurs de la samba de renommée mondiale Você abusou,.

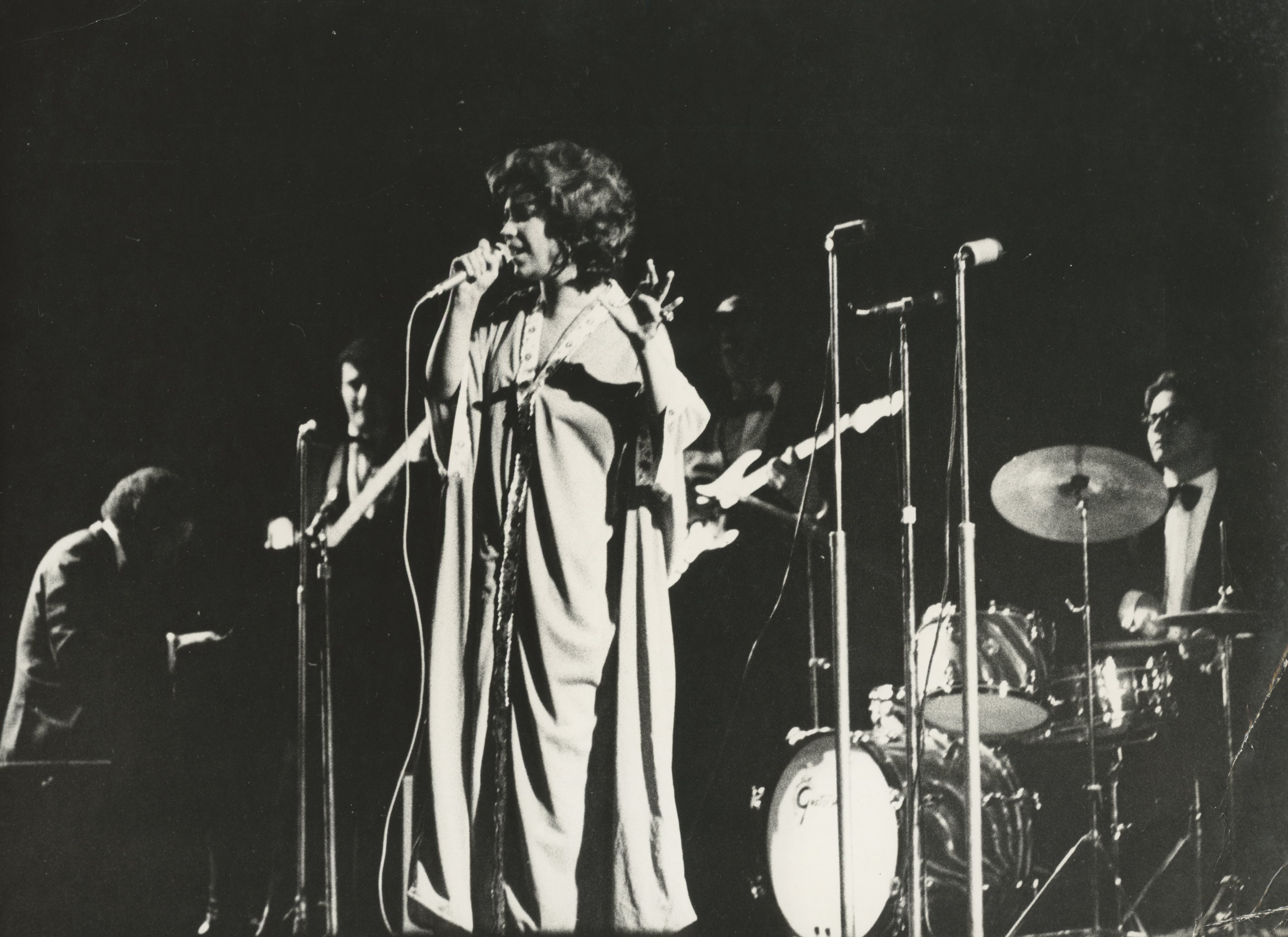
Beth Carvalho, interprète qui a donné de la visibilité aux « pagodes d'arrière-cour » dans la banlieue de Rio.

L'industrie musicale de l'époque se concentrait également sur les disques de partido-alto, une forme traditionnelle de samba souvent chantée dans les terreiros des écoles de samba de Rio et dans les « pagodes » habituelles – des rassemblements festifs, remplis de musique, de nourriture et de boissons – depuis les premières décennies du XXe siècle. Avec des racines africaines lointaines, le style se caractérise par un battement de pandeiro (tambourin) très percutant (en utilisant la paume de la main au centre de l'instrument pour les claquements), une harmonie dans une tonalité majeure (généralement jouée par un ensemble de percussions normalement sourdes, du pandeiro et du tamborim et accompagnés d'un cavaquinho et/ou d'un violão) et par l'art de chanter et de créer des vers improvisés, presque toujours comme un défi ou une dispute. Cette essence basée sur l'improvisation a été transportée dans les studios des maisons de disques brésiliennes, où le partido-alto est devenu un style doté de plus de musicalité et composé de couplets et de solos écrits plus concis, au lieu de chants improvisés et spontanés selon les canons traditionnels,. Ce partido-alto stylisé est sorti sur plusieurs LP collectifs, sortis tout au long des années 1970, dont les titres incluaient le nom du sous-genre lui-même, comme Bambas do partido alto et Isto que é parte alto, qui comprenait des artistes de samba tels qu'Anézio, Aniceto do Império, Candeia, Casquinha da Portela et Wilson Moreira, bien que tous ne fussent pas versés dans l'art de l'improvisation. Un autre artiste qui s'est démarqué dans le partido-alto était Bezerra da Silva, un interprète qui deviendra célèbre dans la décennie suivante avec des sambas similaires à ce genre et ayant pour thème le monde et la pègre des favelas de Rio,.
Les années 1970 ont également été une période de grandes transformations dans les écoles de samba de Rio. Suivant de près ces changements, l'industrie du disque a commencé à investir dans la production annuelle de LPs de sambas de enredo présentés lors des défilés du carnaval. Dans les premières années, il était courant de sortir jusqu'à deux albums, le premier contenant les sambas des défilés et le second des sambas faisant allusion à l'histoire de chaque école. À partir de 1974, la sortie annuelle a commencé à se concentrer sur un seul LP pour chacune des première et deuxième divisions.
Toujours au cours de cette période, les cercles de samba ont commencé à se répandre comme une mode à Rio de Janeiro et dans d'autres villes brésiliennes. Initialement limitées aux arrière-cours des maisons des danseurs de samba et aux terreiros/cours des écoles de samba, ces réunions informelles ont pris un nouveau sens dans les clubs sportifs et récréatifs, les théâtres d'arène, les churrascarias, entre autres, avec la promotion de cercles avec scène et microphones et la participation de danseurs de samba liés aux écoles.
Pendant ce temps, de nouveaux cercles musicaux se formaient de manière informelle dans la banlieue de Rio, ce qui allait conduire à la création, à la fin des années 1970, d'un nouveau sous-genre à succès de la samba urbaine dans les années 1980 : le pagode.

#### Émergence du pagode
Initialement désigné dans l'univers de la samba de Rio pour les rencontres musicales des sambistes, puis s'étendant également aux sambas qui y sont chantées, le terme « pagode » est devenu populaire avec la resignification des cercles de samba à Rio de Janeiro, à partir des années 1970, avec les « pagodes de table » (pagodes de mesa), où les sambistes se réunissaient autour d'une grande table, souvent située dans une « arrière-cour » (fundo de quintal) résidentielle, par opposition aux cercles de samba en vogue organisés dans les clubs et apparentés,. Certaines des pagodes les plus célèbres de la ville étaient le pagode du Clube do Samba (dans la résidence de João Nogueira à Méier, dans le nord de Rio), le Terreirão da Tia Doca (avec des répétitions de Velha Guarda da Portela (pt) à Oswaldo Cruz, dans le nord de Rio), le Pagode do Arlindinho (organisé par Arlindo Cruz à Cascadura, dans le nord de Rio) et, principalement, du bloc carnavalesque Cacique de Ramos, dans la zone suburbaine de Leopoldina, dans le nord de Rio,,.

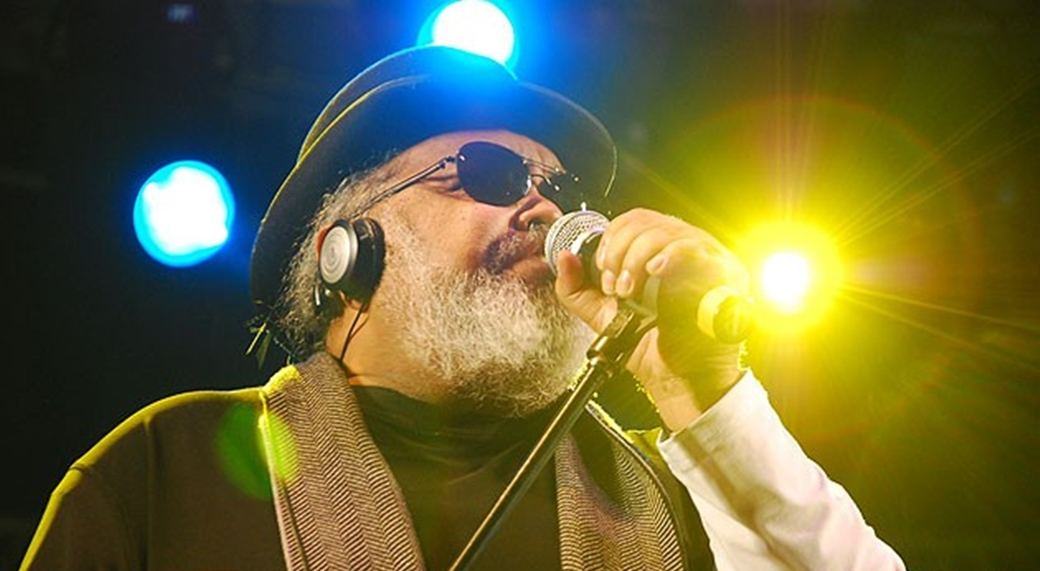
Le sambiste Jorge Aragão, qui faisait partie de la première formation du groupe de Rio Fundo de Quintal.

Dans les années 1980, les pagodes sont devenus à la mode dans tout Rio de Janeiro,,. Bien plus que de simples lieux de divertissement, ils sont devenus les centres d'un nouveau langage musical qui s'exprime à travers un nouveau style d'interprétation de la samba, totalement renouvelé et basé sur la tradition du partido-alto,. Parmi les innovations de cette nouvelle samba, marquée par des mélodies raffinées et des innovations en matière d'harmonie et de percussion avec l'accompagnement d'instruments tels que le tantã (au lieu du surdo), le repique et le banjo à quatre cordes avec accordage cavaquinho,,,.
Les débuts de la samba de ces pagodes Cacique de Ramos dans les studios d'enregistrement ont eu lieu en 1980 avec Fundo de Quintal,, un groupe musical parrainé par Beth Carvalho,. Déjà dans ses premières œuvres, Fundo de Quintal a donné de la visibilité non seulement à cette nouvelle samba, mais aussi à des compositeurs comme Almir Guineto, Arlindo Cruz, Sombrinha, Jorge Aragão — tous membres du groupe — et Luiz Carlos da Vila — qui est lié aux pagodes Cacique de Ramos,. Suivant la voie ouverte par Fundo de Quintal, sort en 1985 l'album collectif Raça Brasileira, qui révèle au grand public des artistes tels que Jovelina Pérola Negra (pt) et Zeca Pagodinho. Donnant la priorité aux sambas du genre partido-alto, ce LP, ainsi que les œuvres depuis 1979 de Beth Carvalho, Almir Guineto et du groupe Fundo de Quintal, ont façonné le nouveau style qui a fini par être appelé pagode par le marché de la musique,,.
La nouveauté du pagode sur la scène musicale brésilienne se produit à une époque de réorganisation majeure de l'industrie musicale du pays, dont les investissements dans la première moitié de la décennie s'étaient concentrés principalement sur le rock brésilien et la musique pour enfants,. Bien que certains artistes de samba connaissent un certain succès commercial à l'époque, comme Bezerra da Silva, Almir Guineto et Agepê — qui, en 1984, est devenu le premier artiste de samba à dépasser la barre du million d'exemplaires vendus sur un seul LP —, le moment n'est pas propice pour la samba dans le domaine commercial. Des artistes très populaires tels que Beth Carvalho, Clara Nunes, João Nogueira et Roberto Ribeiro provoquent la baisse des ventes de disques du genre. Dégoûté par le manque de reconnaissance et d'intérêt à faire connaître son travail, Paulinho da Viola quitte le label Warner Music en 1984 et ne sort un nouvel album qu'à la fin de cette décennie.

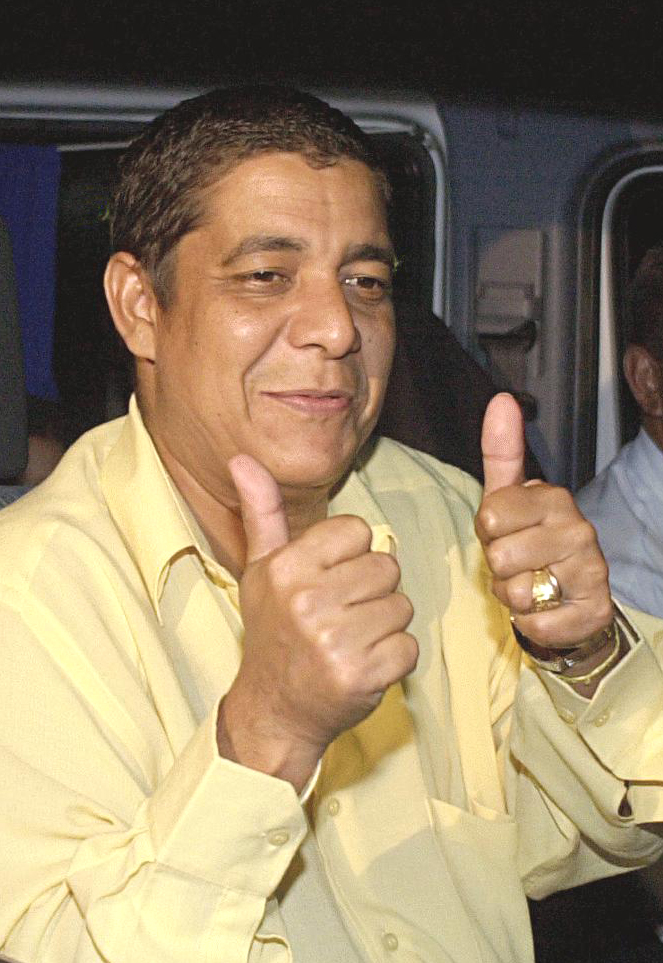
Le sambiste Zeca Pagodinho, l'un des principaux interprètes de pagode.

Avec le succès de Raça Brasileira, le phénomène pagode connaît une période d'essor commercial sur le marché musical brésilien. Les principaux artistes du genre atteignent le sommet des charts et se font connaître au niveau national grâce à l'exposition dans les grands médias et aux investissements croissants des maisons de disques. Ceux-ci sont stimulés par des ventes élevées à partir de 1986, tirées à la fois par les LP du déjà établi Almir Guineto et Fundo de Quintal — le plus grand représentant du sous-genre — et les premières œuvres de Zeca Pagodinho, Marquinho Sathan (pt) et Jovelina Pérola Negra,. Bien qu'il y ait un certain refroidissement de l'intérêt des maisons de disques et des médias au cours de la seconde moitié des années 1980, le pagode s'impose comme un sous-genre important de la samba,.
Dans les années 1990, une nouvelle génération d'artistes émerge, partageant dans une certaine mesure des caractéristiques similaires, telles que l'incorporation d'éléments musicaux traditionnellement peu communs dans l'univers de la samba, et un répertoire largement consacré à des paroles romantiques. Tandis que le marché du disque et les médias considèrent d'abord qu'il s'agissait d'une continuation du pagode de la décennie précédente, cette nouvelle vague est par la suite identifiée sous l'étiquette de « pagode romântico » (le pagode romantique (pt)) ou encore de « pagode paulista » (pagode de São Paulo), en raison du grand nombre de d'artistes de cette scène issus principalement de São Paulo, même s'il y a aussi des noms du Minas Gerais et de Rio de Janeiro.
Cette distinction est établie précisément parce que la samba interprétée par ces nouveaux artistes et groupes musicaux — même si elle conserve certaines similitudes avec le standard établi par Fundo de Quintal — n'a pas pour principale référence musicale les sambistes de la décennie précédente et ne conserve pas non plus les aspects traditionnels et informels des matrices urbaines de samba,. Par exemple, les productions en studio de la plupart de ces groupes, comme Raça Negra (pt), ont renoncé à l'utilisation d'instruments communs au pagode dans les années 1980 — comme le repique à main, le tantã et le banjo — en échange d'une instrumentation caractéristique de la musique pop internationale de cette période, surtout le saxophone et le clavier électronique. L'utilisation de ces instruments de musique pop est plus ou moins courante et propre à chaque groupe mais leur objectif reste le même, c'est-à-dire l'utilisation d'échantillonneurs et de claviers pour reproduire le son de différents instruments. Malgré ces dilutions, le « pagode romantique » obtient un grand succès commercial sur le marché du disque et dans l'espace des médias, mettant en valeur des groupes tels que Art Popular (pt), Exaltasamba (pt), Negritude Júnior (pt), Raça Negra (pt), Só Pra Contrariar (pt), Os Travessos (pt) et Soweto (pt),.

#### XXIesiècle
Au cours de la seconde moitié des années 1990, l'augmentation de la vente illégale de cassettes et, principalement, de disques compacts, a provoqué une profonde crise dans l'industrie du disque au Brésil qui s'est aggravée, à partir des années 2000, avec l'émergence du téléchargement numérique, souvent gratuit, d'œuvres musicales via internet,.
Dans ce contexte, il y a eu une chute brutale des ventes des albums officiels de samba et de ses sous-genres, notamment le pagode. Des groupes qui connaissaient un grand succès commercial dans les années 1990, comme Raça Negra et Só Pra Contrariar (pt), ont vu leurs ventes chuter substantiellement au tournant des années 2000,. De plus, en l’espace de quelques décennies, les représentations de samba dans les médias audiovisuels ont diminué, le genre étant presque toujours représenté par le pagode dans les listings. Sur les 100 artistes les plus écoutés à la radio brésilienne entre 2010 et 2019 selon le Crowley Official Broadcast Chart, seuls onze étaient issus de la samba — et tous du pagode. Dans une autre enquête, réalisée conjointement par Kantar Ibope et Crowley Broadcast Analysis, le pagode ne représentait que 9 % de l'audience de la radio au Brésil en 2019, bien loin de la musique country dominante, dont la part représentait environ un tiers de l'audience radio du pays.

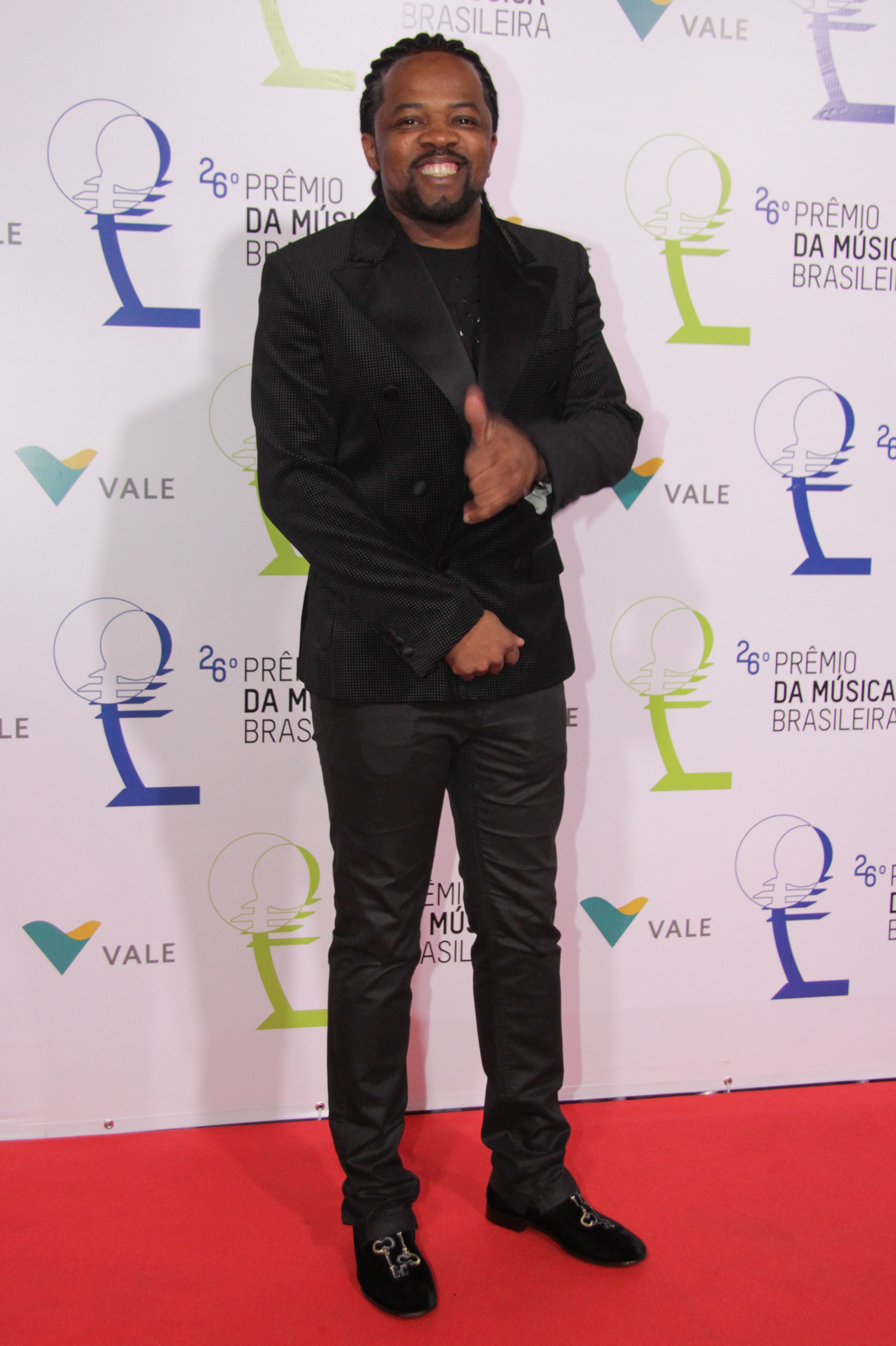
, chanteur de samba qui a émergé au sein du.

Pourtant, les deux premières décennies du XXIe siècle ont confirmé le pagode comme référence hégémonique de la samba comme projection commerciale. Au cours de la première décennie de ce siècle, de nouveaux artistes sont apparus qui se sont distingués commercialement, comme les groupes Revelação, Sorriso Maroto (pt) et Turma do Pagode (pt), et certains artistes qui ont quitté leurs groupes d'origine pour se lancer dans une carrière solo, comme Péricles (pt) (ex-Exaltasamba), Belo (pt) (ex-Soweto) et Alexandre Pires (pt) (ex-Só Pra Contrariar). Dans la décennie suivante, ce fut le tour de Xande de Pilares (pt) et Thiaguinho (pt), anciens chanteurs respectivement de Revelação et Exaltasamba, et des chanteurs Mumuzinho (pt), Ferrugem et Dilsinho (pt),. Une caractéristique commune à tous ces artistes était le nombre important de sorties d'albums live avec des enregistrements de concerts,. Cette tendance s'est encore renforcée avec le développement du streaming, une plateforme de musique numérique devenue populaire dans les années 2010.
En dehors de la portée commerciale hégémonique du sous-genre des pagodes, la fin des années 1990 a également été une période de grande visibilité et de notoriété pour la samba plus traditionnelle dans la ville de Rio de Janeiro. Une nouvelle génération de musiciens a émergé dans les cercles de samba qui se sont répandus dans plusieurs quartiers de la ville, notamment à Lapa, le quartier central de la ville qui compte désormais plusieurs bars et restaurants proposant de la musique live. Parce qu'il s'identifiait au quartier bohème, ce mouvement est devenu officieusement connu sous le nom de « samba da Lapa ». Avec un répertoire composé de classiques du genre et sans concessions aux aspects plus modernes, ce nouveau circuit a favorisé la rencontre entre musiciens débutants et vétérans de différentes générations de joueurs de samba, tous identifiés aux éléments traditionnels qui composent la samba urbaine de Rio. Parmi certains artistes qui ont travaillé dans les cercles de samba de ce quartier figuraient Teresa Cristina (pt) et le grupo Semente (pt), Nilze Carvalho (pt) et Sururu na Roda, Luciane Menezes et Dobrando a Esquina, Eduardo Gallotti et les Anjos da Lua, entre autres, en plus de vétérans comme Aurea Martins. Et plus tard, Edu Krieger et Moyseis Marques sont apparus,. D'autres nouveaux artistes liés aux traditions de la samba, mais sans liens directs avec le mouvement Lapa à Rio, qui ont émergé sont Dudu Nobre (pt) et Diogo Nogueira (pt), en plus de Fabiana Cozza à São Paulo.

## Postérité
Emblématique du Brésil et du carnaval brésilien, la samba fait partie de l'identité nationale brésilienne,. Une journée nationale de la samba est célébrée chaque année le 2 décembre. La date a été fixée par Luis Monteiro da Costa, conseiller municipal de Salvador, en l'honneur de la première venue d'Ary Barroso à Salvador. Cette date marque l'ouverture officielle du cercle des fêtes d’été et de nombreuses festivités sont organisées dans le centre historique de Salvador.
Dans le domaine institutionnel, l'IPHAN a déclaré en 2007 la samba urbaine de Rio et ses matrices samba de terreiro, partido-alto et samba-enredo de la samba carioca comme patrimoine culturel immatériel brésilien,. La samba de roda, forme ancestrale de danse de samba originaire du Recôncavo de Bahia, est pour sa part inscrite comme chefs-d'œuvre du patrimoine oral et immatériel de l'humanité par l'UNESCO en 2005 et proclamée en 2008,,. En 2018, la préfecture de Salvador a proclamé la samba junino, dérivée de la samba duro, une variante urbaine de la samba, comme faisant partie de son patrimoine culturel.

## Structure musicale et instruments
Les compositeurs brésiliens de musique classique, à partir de la fin du XIXe siècle, « utilisent un folklore dont la richesse et la variété sont dus au mélange d'éléments empruntés au chôro et à la maxixe des Portugais, mêlés à la batuque, à la conga et à la samba des Noirs amenés comme esclaves ».
Le rythme « typique de samba, pulsation syncopée à 3+3+2 doubles croches » a une mesure à 
 soit 
,. Avec cette mesure et un tempo varié, la samba urbaine est essentiellement jouée par des instruments de percussion et accompagnée par des instruments à cordes,,. Dans certains courants, des instruments à vent ont été ajoutés,.
La composition d'une samba et l'utilisation des instruments suivent une logique structurelle bien établie, avec trois patrons principaux de pulsation et des instruments qui les accompagnent :
- la première base, qui sous-tend tous les autres instruments, est une sorte de « pulsation élémentaire » est toujours jouée par un instrument. Cette fonction, que Santos appelle « condução » (conduite), est le plus souvent dévolue à la ganzá ;
- la pulsation principale est toujours soulignée par un autre instrument, qui effectue la « marcação » (marquage) ; le surdo remplit le plus souvent cette fonction ;
- une pulsation plus mélodique, qui « guide le phrasé », la ligne directrice, temporelle, est la clé (« clave ») de l'installation d'une division rythmique caractéristique de la chanson.

Les instruments utilisés dans la samba sont ainsi liés à leur fonction suivant les modalités de samba employées. La cabula du candomblé — qui provient du candomblé angolais, encore chantées avec des vestiges des langues africaines bantoues —, éloignée de la samba actuelle qui en tire néanmoins ses origines, la samba de roda — laquelle se décline en samba de roda do candomblé ; la chula et la corrido dans le recôncavo de Bahia ; et la samba de roda de capoeira, qui sont les modalités les plus anciennes — et la samba urbaine, plus répandue, conservent des éléments rythmiques structurels communs.

### Dans la cabula

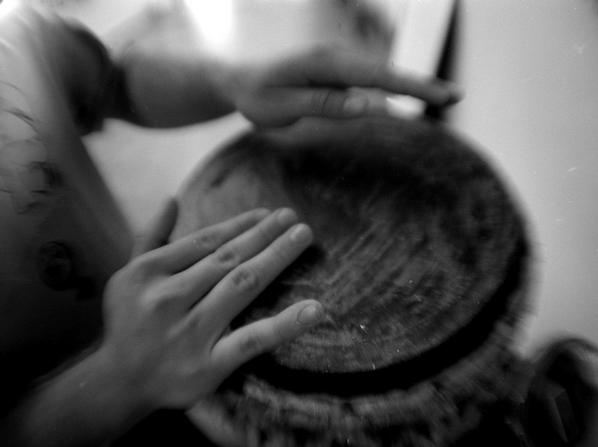
Un atabaque.

Instruments utilisés traditionnellement dans la cabula :
- clé : agogô, rumpi ;
- marcation : atabaque, lé, rumpi ;
- conduite : rumpi ;
- accompagnement : rum.

Dans la cabula, les instruments principaux sont l'atabaque et l'agogô. L'atabaque se décline en deux types : le lé, un atabaque plus aigu, qui marquera les syncopes, et le rumpi, un atabaque medio. Ce dernier remplit les trois fonctions, pouvant marquer la pulsation élémentaire, conserver les caractéristiques du lé et renforcer l'agogô. Le rum est un atabaque plus grave, qui a un rôle hybride entre suivre le rythme et les mouvements de danse ; c'est le plus difficile à maîtriser.

### Dans la samba de roda

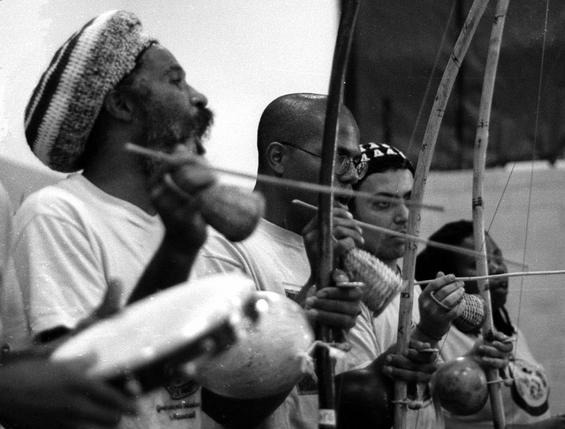
Trois berimbaus derrière un pandeiro dans une. Le berimbau y a été introduit au XXe siècle. Auparavant, la pratique n'était accompagnée que de battements de mains et de tambours.

Instruments utilisés traditionnellement dans la samba de roda :
- clé : applaudissement, agogô ;
- marcation : atabaque, pandeiro ;
- conduite : poêle, un ou deux pandeiros ;
- accompagnement : violão, cavaquinho, viola machete.

La samba de candomblé se pratique dans les terreiros de candomblé Angola à la fin de cérémonies religieuses liées au culte des caboclos. Les ogãs prennent les atabaques et le gã, et y ajoutent divers autres instruments tels que le pandeiro, le surdo, le xequerê, la ganzá et le berimbau, car il y a toujours des capoeiristes qui jouent la capoeira.
La samba-chulado laisse une part importante à l'expression instrumentale, avec une prépondérence donnée à une petite viola appelée machete, une guitare composée de cinq chœurs de cordes doubles, bien qu'elle puisse être remplacée par un violão ou un cavaquinho. Dans sa structure musicale, les instruments à percussion peuvent prendre les fonctions de conduction, de syncope temporelle, de marquage ou de clef, et il peut aussi faire des contre-chants marqués. La samba-corrido est plus libre dans sa composition, la danse ne dépendant pas des instruments.
Mestre Pastinha fonde le premier centre d'apprentissage de capoeira en 1910, puis crée la première académie officielle en 1941, après que le président Vargas lève l'interdiction de cette pratique elle aussi originaire d'Angola,.

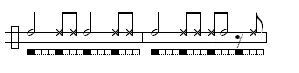
Rythme de la samba de roda de capoeira.

Les principaux instruments de musique de la capoeira sont les paumes de la main à la manière de celles de la samba de roda, le berimbau — qui est joué conjointement avec le caxixi — le pandeiro, l'atabaque et l'agogô. Il y a généralement deux ou trois berimbaus dans une roda : le gunga joue le rythme principal ; le médium joue une sorte de contretemps, un rythme complémentaire au premier ; l'alto fait des improvisations. Quand il n'y en a que deux, ils alternent leur rôle entre celui qui marque le rythme et celui qui improvise.

### Dans la samba urbaine
Instruments utilisés traditionnellement dans la samba urbaine :
- Clé : tamborim, pandeiro, cuíca, agogô, repinique, atabaque ;
- Marcation : surdo (de marcação, de resposta, de corte), tam-tam, repinique ;
- Conduite : ganzá, pandeiro, poêle, chocalho ;
- Accompagnement : violão, cavaquinho.

La samba urbaine naît de l'évolution de la samba de type partido-alto qui se développe dans les arrières-cours des Tias Baianas et en particulier la Tia Ciata, chez qui est composée la première samba enregistrée, Pelo telephone en 1916. D'abord confidentielle et pratiquée par une partie peu privilégiée de la population, la samba se déplace alors définitivement vers d'autres cercles, en dehors de son contexte socioculturel d'origine. Les manifestations musicales et chorégraphiques autrefois pratiquées principalement dans les terreiros de candomblé et les sambas de roda et partido-alto commencent à intéresser et à intégrer le répertoire d'autres classes sociales, donnant lieu à la professionnalisation de certains de ses praticiens. Le rythme de la samba urbaine est d'abord un rythme connu : celui de la matchiche — qui est une fusion d'autres genres comme la polka et le lundu — lequel incorporait déjà des éléments musicaux africains et européens, populaires dans différentes régions du Brésil et du Portugal depuis le XVIIIe siècle. Dans les années 1920, un nouveau style s'impose, avec une structure rythmique plus proche de celle qui subsiste aujourd'hui : celui pratiqué par les compositeurs qui vivent dans le quartier de l'Estácio.

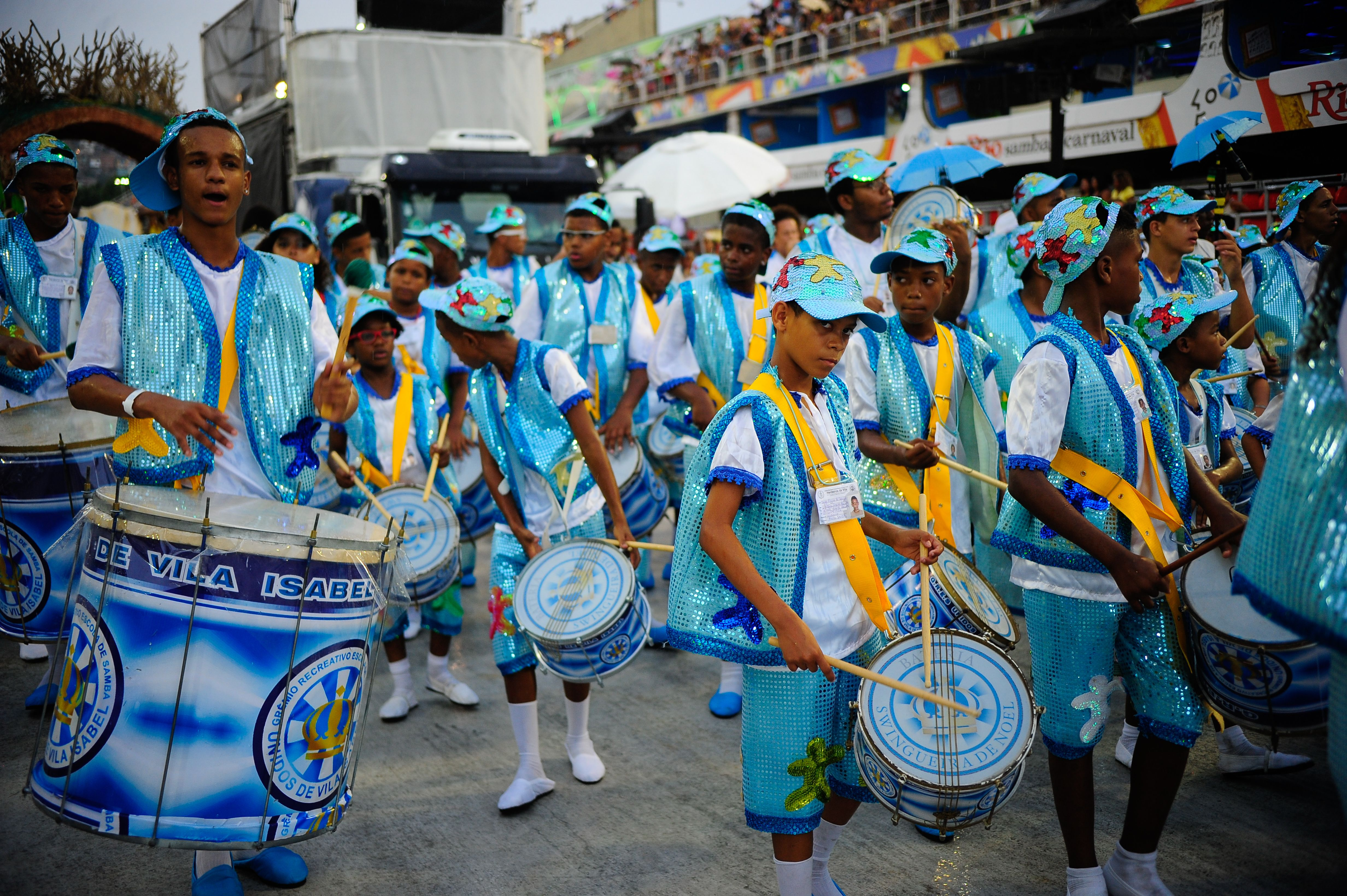
L'école de samba Herdeiros da Vila jouant du surdo et du repinque.

Les écoles de samba nouvellement créées par ces musiciens introduisent des innovations du point de vue rythmique, en incorporant les rythmes de samba qu'ils pratiquaient dans les rodas des groupes de parade, où les marches prédominaient auparavant. La samba évolue ainsi en passant d'un rythme binaire de matchiche (une noire et deux croches) à un rythme quaternaire à seize temps et syncopé (peut-être influencé par le rythme dit teleco-teco des années 1930) hérité à Bahia du rythme d'Angola et du Zaïre appelé Kachacha.
À Rio de Janeiro, ce rythme est d'abord frappé à la main avant que des instruments à percussion tels que les tamborims et les cuícas soient ajoutés au tournant du XXe siècle, suivi du surdo, qui reprend la fonction de marquage occupée par les atabaques dans les sambas de roda, en ajoutant au rythme de base un motif de marche qui met l'accent sur la seconde moitié du temps. Car c'est le fait d'ajouter un rythme de marquage aux rythmes de la samba de roda et de la cabula qui a donné le rythme du surdo de la samba urbaine.

## Danse

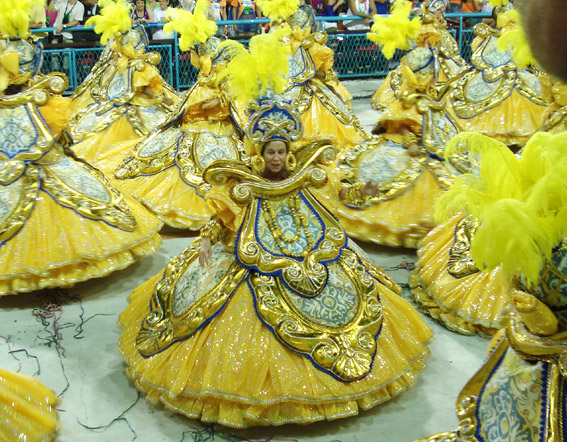
Aile des bahianaises défilant au Sambódromo de Rio de Janeiro, en 2008. Groupe important d'une école de samba, il rend hommage aux, qui sont à l'origine de la samba urbaine de Rio.

On considère que la samba est apparue au début du XXe siècle comme une influence de la culture africaine au Brésil. Au XIXe siècle, le mot était déjà utilisé pour désigner les cercles de danse (rodas de dança) pratiqués par les esclaves africains, mais ce n'est qu'au siècle suivant que le mot prend le sens de genre musical, puisqu'il n'est créé en tant que tel qu'à cette époque. Ces danses étaient exécutées sur un rythme musical basé sur les tambours des instruments de percussion. Parmi ces sons figurait la samba de roda, un rythme sur lequel les Africains dansaient et pratiquaient la capoeira. En outre, la samba de roda était liée aux pratiques rituelles des cultes d'orisha et est apparue à Bahia au XIXe siècle. Quand l'esclavage est aboli, Rio de Janeiro devient un lieu de concentration des affranchis afro-brésiliens. Les lieux de célébration et de manifestations culturelles, comme les cercles de capoeira et la samba de roda, d'abord des espaces privés fournis par les Tias Baianas, sont appelés terreiros. C'est là que naissent la musique et la danse de la samba.
Le terme « samba » désignait à l'origine l'une des nombreuses danses latines en duo originaires du Kongo et de l'Angola. Aujourd'hui, la samba est la forme de danse la plus répandue au Brésil et atteint son apogée pendant le festival du Carnaval. La samba dansée se fait principalement autour du sous-genre de la samba de gafieira, une danse de salon syncopée dérivée du maxixe,, cependant, c'est en fait un ensemble de danses, plutôt qu'une danse unique, qui définit la scène de la samba au Brésil, et il n'y a pas de véritable style de samba « original » : ces nombreux styles de danse ont en commun le rythme et l'origine,.

### Sambas de roda traditionnelles
Originaire de Bahia, la samba de roda accompagne les mouvements migratoires et la diffusion du candomblé et de la capoeira, ce qui lui permet de se retrouver aujourd'hui dans de nombreux endroits du Brésil.

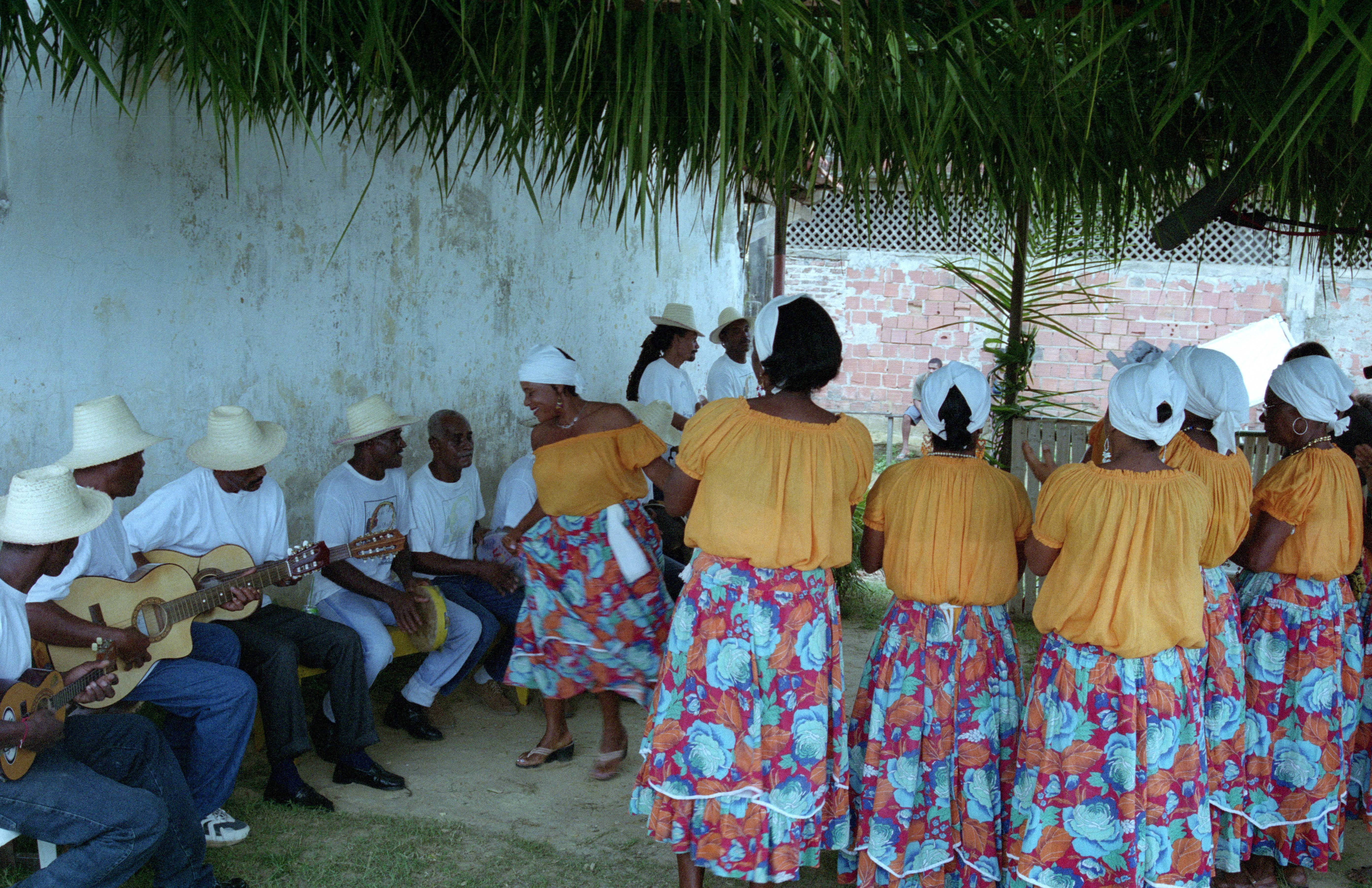
La Samba de roda du Recôncavo de Bahia.

Certains aspects généraux qui caractérisent la samba de roda sont récurrents, :
- les participants se positionnent en cercle ou en demi-cercle et entourent un danseur soliste situé au centre, qui invite un participant à le remplacer au moyen d'une umbigada, qui consiste à se frotter le ventre contre le ventre, ou d'un autre geste qui le remplace ;
- les chants alternent entre le solo et le chœur, le solo ayant souvent des variations improvisées ;
- la structure rythmique est maintenue quels que soient les variantes et les instruments de musique utilisés ;
- ceux qui font partie du cercle participent musicalement en frappant des mains, en suivant un rythme caractéristique qui marque un élément rythmique important : la clé.

La samba de candomblé peut être pratiquée à n'importe quelle occasion, mais est indispensable lors des célébrations catholiques populaires et aux traditions religieuses afro-brésiliennes : après les moments de prière, les participants se rassemblent pour danser et jouer de la samba de roda,.
Dans la samba-chulado (ou simplement « chula »), un duo commence à chanter la chula, généralement avec un intervalle de tierces, avant de poursuivre avec un relativo ; on frappe sur les cordes du violão, attirant l'attention, puis les personnes présentes frappent dans leurs mains, généralement en rythme avec une fonction de clé. C'est alors qu'une danseuse se positionne au centre pour dialoguer avec la guitare. Elle invite ensuite quelqu'un d'autre pour échanger les places en faisant la umbigada. La nouvelle intégrante attend la nouvelle partie de chula et relativo pour danser avec la guitare à son tour.
Dans la samba-corrido, la danse et le battement des mains sont plus libres que pour la chula, et ne dépendent pas des instruments. Elle peut être dansée de plusieurs façons différentes, mais suit en général un schéma : une danseuse va au centre danser seule, puis elle échange via umbigada ou en se touchant les jambes ou les paumes des mains ; il est possible d'inviter une autre personne du même sexe ou deux femmes ou deux hommes, ou encore de nombreuses personnes d'un coup.

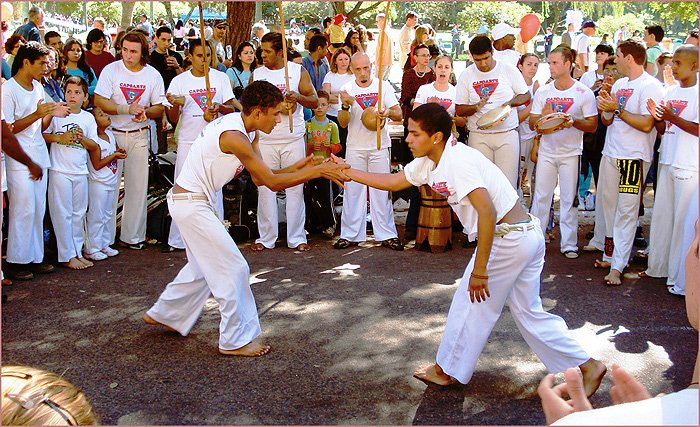
La roda, ou cercle de capoeira.

Le rythme de samba de roda de capoeira provient des sambas de roda traditionnelles de Bahia et est peut-être le plus ancien des toques répertoriés. Il est utilisé comme variation de toque pour la viole berimbau, ainsi que pour une célébration post-roda. C'est sur ce rythme que le capoeiriste montre son talent à danser la samba : mouvement souple de la ceinture et regard attentif envers son/sa partenaire. Dans la samba de roda, on danse à deux ou en groupe et, en samba duro, il est permis de se faire tomber en dansant avec des bandas, balayages, etc..
Une roda de capoeira commence toujours par une litanie, un moment plus introspectif de salutation aux maîtres et aux ancêtres, également appelé preceito. À ce stade, deux capoeiristes sont accroupis devant les joueurs et la litanie est chantée, accompagnée du toque Angola. Lorsqu'il se termine et qu'un autre toque commence, les deux capoeiristes se mettent à courir et le jeu corporel commence. Le berimbau détermine le rythme : plus il s'accélère, plus les mouvements et les stratégies du duo qui joue dans le cercle s'intensifient. Une fois la rencontre achevée, la samba de roda a lieu, comme à la fin d'un rituel de candomblé aux caboclos, invitant les spectateurs à se joindre au jeu.

### Samba du carnaval
En 1928, les musiciens de samba d'Estácio fondent l'association musicale Deixa Falar, qui pose les bases des écoles de samba actuelles. Parmi eux, Ismael Silva conçoit l'idée de créer un nouveau type de bloc carnavalesque, qui danserait et cheminerait en évoluant au son de la samba.
Cette danse de compétition est notamment évaluée sur la vitesse et l'harmonie avec lesquelles sont exécutées les danses des blocs : ils doivent danser avec enthousiasme, tourner, bouger et passer de manière compacte, proches les uns des autres, de sorte que quiconque regardant d'en haut ait l'impression que l'école est un corps unique, une ligne continue. Les participants ne sont pas obligés de savoir les pas de la samba, mais ils doivent bouger, gesticuler. L'interaction entre le chant de l'interprète officiel et celui des composants est également évaluée : les écoles dont les membres ne chantent pas la samba, ou la chantent mal, reçoivent des notes inférieures à cet égard.

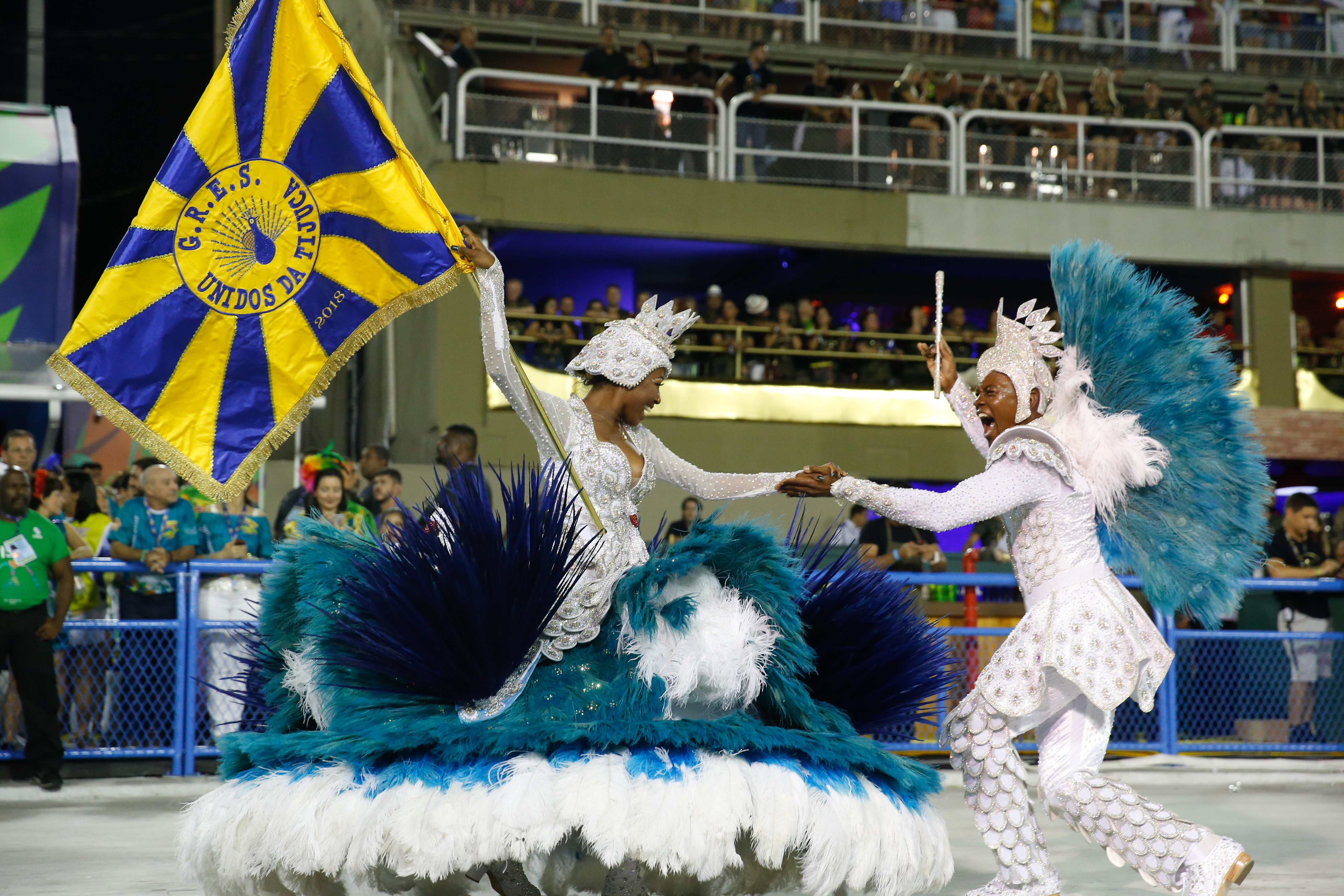
Le (maître de bal) et le (porte drapeau) de l'école de samba Unidos da Tijuca en 2018.

Plusieurs rôles sont donnés aux danseurs d'une école de samba. Le mestre-sala (maître de bal) et le porta-bandeira (porte drapeau) forment un couple qui exécute une certaine danse particulière et doit présenter gracieusement le drapeau de l'école qu'il représente. Leurs costumes ressemblent à ceux de galas typiques du XVIIIe siècle, mais « carnavalisés », c'est-à-dire avec une quantité exagérée de couleurs et ornements. À un moment donné du défilé, le couple doit s'arrêter devant le stand du jury pour présenter leur danse, sans se tourner le dos,. Les passistas (qui tiennent le pas de la danse) tiennent le rôle du bohème de Rio, le malandro et ont pour objectif principal de stimuler les membres du défilé et donner à la présentation un air festif. Ils sont souvent des danseuses et danseurs très adroits, ce qui dans le jargon carnavalesque est traduit comme ayant samba-no-pé (samba au pied). Le rôle de la passista dans un défilé est de séduire le spectateur en dansant avec des vêtements étriqués.
La tenue des danseuses et danseurs est devenue importante au fur et à mesure des éditions du carnaval. D'abord une danse portée par des écoles des quartiers pauvres, il fallait redorer l'image des écoles auprès des classes supérieurs, et des costumes plus distingués ont commencé à faire leur apparition, en incluant des éléments comme la queue-de-pie et le haut-de-forme,. Au fil du temps, les costumes formels ont été remplacés par des déguisements liés au thème du défilé, avec des chorégraphies et des danseurs professionnels. À la fin des années 1970, avec la libéralisation des mœurs, des commissions formées de femmes à moitié nues sont apparues. Le principal symbole sont les mulâtres sculpturales du carnaval de l'Imperatriz Leopoldinense de 1979. À la fin des années 1990, les commissions étaient marquées par une présence massive d'artistes de cirque et troupes de théâtre, utilisant des maquillages spéciaux avec de nombreux effets visuels. Selon les règles du carnaval, les commissions d'ouverture ne sont plus aujourd'hui obligatoirement liées au thème central du défilé, permettant ainsi plus de libertés.

### Samba internationale

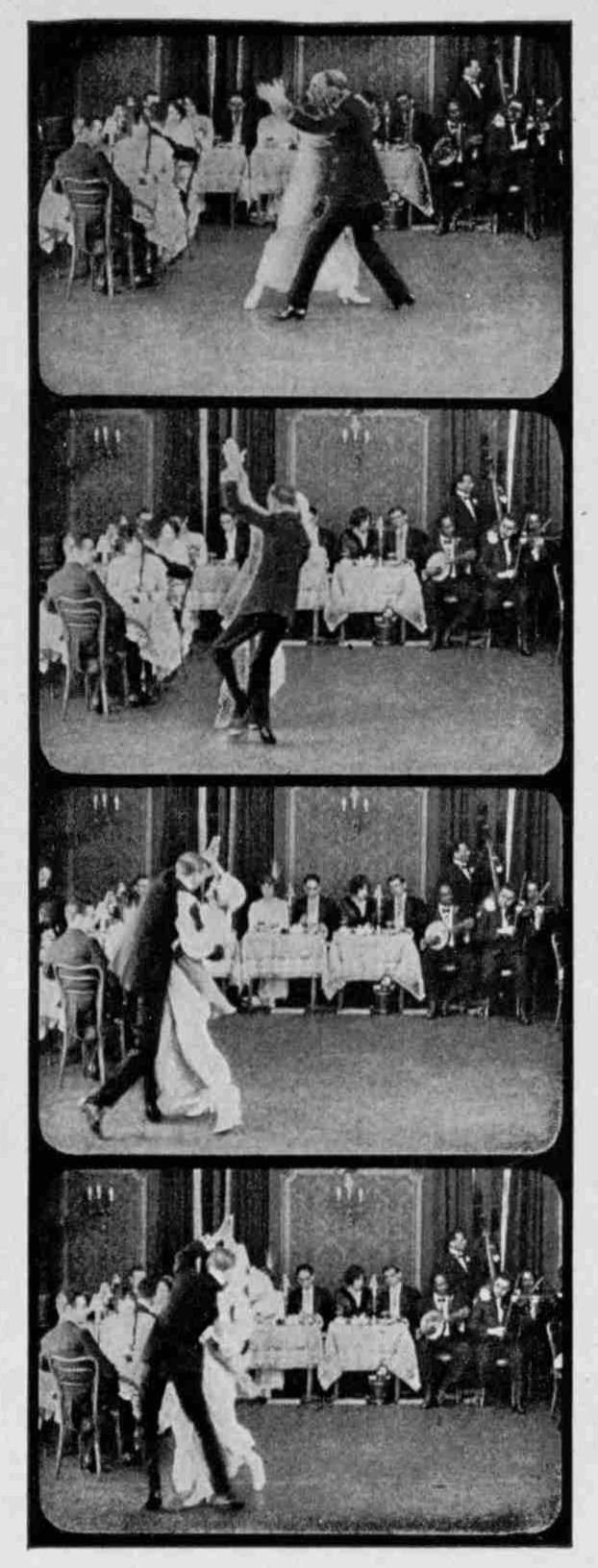
Illustration d'un livre de 1914 sur les danses modernes. Une série d'images prises dans un court laps de temps montrant Vernon et Irene Castle faisant la démonstration d'une figure de matchiche.

La samba de salon (ou « samba internationale ») est un style majeur de samba, qui diffère considérablement de la samba brésilienne.
L'Europe découvre la samba vers 1914 avec la maxixe, premier type connu de samba de couple : elle peut être considérée comme le prédécesseur de la samba internationale. Elle a d'abord peu de succès, mais commence à se populariser vers 1924, notamment en France, et est normalisée pour la première fois par l'école française de danse en 1928 grâce à un livre de danse publié par Paul Boucher, qui comprenait des instructions de Samba,. Le style gagne en popularité avec notamment le film Une nuit à Rio où Carmen Miranda danse la samba et lors de l'Exposition universelle de New York 1939-1940, où de la musique samba a été jouée au pavillon brésilien. En 1939, Ary Barroso sort le tube planétaire Aquarela do Brasil, qui a été réutilisée dans de nombreux films, qui ont contribué à sa popularité, en particulier Saludos Amigos (1942) et plus tard Brazil (1985). En 1956, les études de Monsieur Pierre (en) permettent de formaliser le rythme et de l'inclure parmi les cinq danses latines officielles de la compétition internationale,.

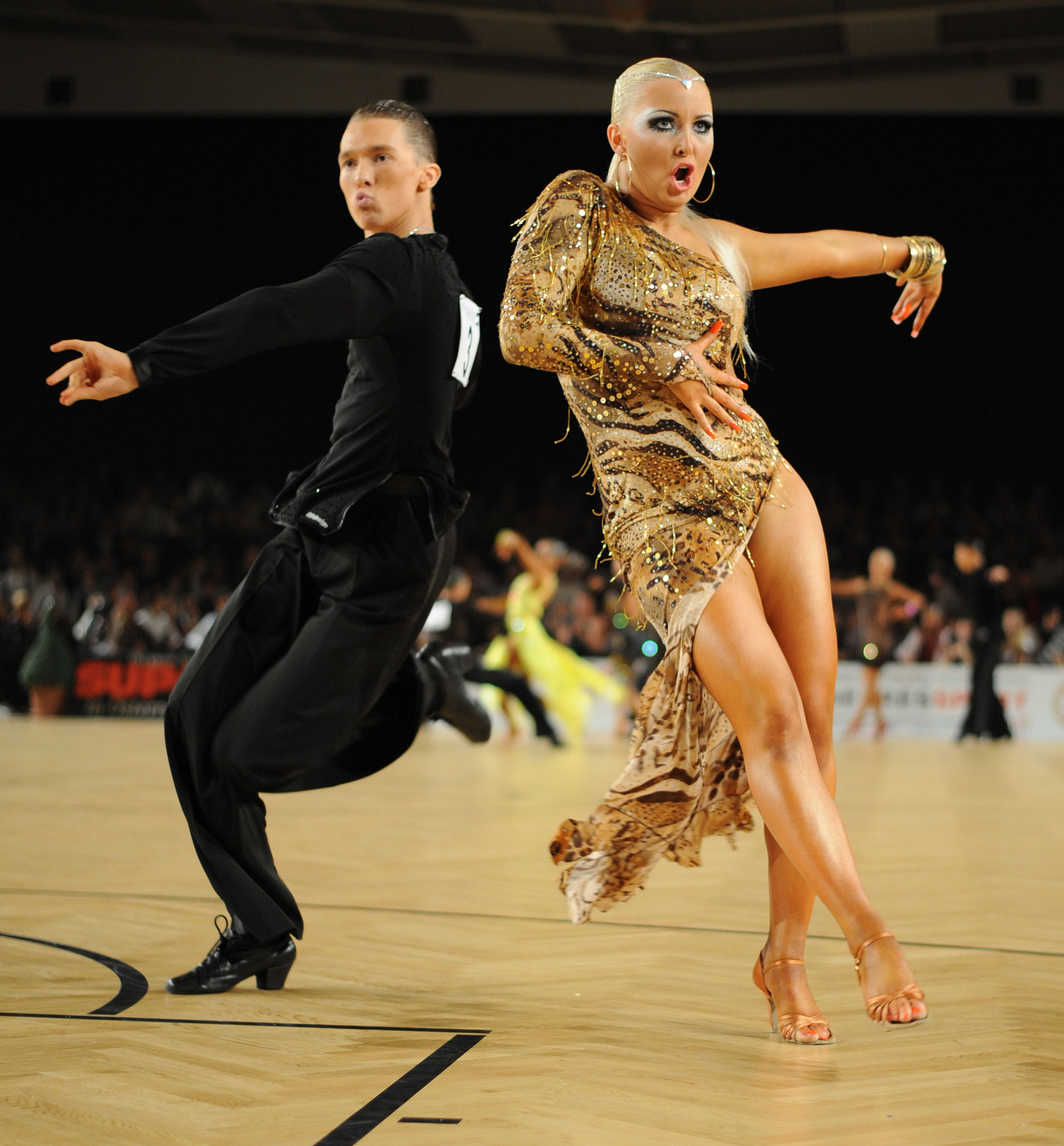
Couple de danseurs de samba internationale lors d'un concours en 2015.

Cette standardisation amène à la création du style international, qui in fine demeure éloigné des sambas traditionnelles et est ignoré par les Brésiliens. La samba de compétition peut être dansée sur la musique originale de la samba ou sur le flamenco, le cha-cha-cha rapide et d'autres rythmes sud-américains.
Certains des pas caractéristiques de la samba internationale sont la bota fogos, le corte jaca, les voltas, les whisks et les cruzados.
La samba internationale est une danse rythmique 
, avec une seconde impulsion plus marquée, un tempo varié avec généralement une vitesse de 50 à 52 mesures par minute,. C'est la danse latine la plus difficile, avec notamment la combinaison d’un rebond du genou avec un mouvement marqué de la hanche ; les différents motifs qu’elle utilise, en modifiant à la fois le nombre de pas et leur cadence ; le besoin de changer de pied pour les fausses figures en miroir ; et enfin l'important nombre de figures, qui rend l'improvisation très difficile.

## Récapitulatif des sous-genres
À partir de la samba originale se sont construits de nombreux sous-genres, plus ou moins récents. La samba influence également nombre de genres par son rythme particulier (par exemple la bossa nova, à partir du jazz). Les principaux styles notables se répartissent selon leur lieu d'origine :
- à Bahia
  - samba rurale
    - samba de roda
      - samba-chulado (dérivé de la samba de roda)
      - samba-corrido (dérivé de la samba de roda)
      - samba-raiado (dérivé de la samba de roda)

    - samba duro
      - samba junino (dérivé de la samba duro)

    - samba-batido (équivalent à Bahia de la batucada carioca)

  - fusions dans la samba urbaine
    - samba-reggae (issu de la samba, du samba duro, du reggae, du funk et de la soul)
    - pagode baiano (issu du samba-reggae et du pagode)
    - samba afro (issu écoles de samba avec la Samba duro et le cabula)

- à Rio de Janeiro
  - genre principaux :
    - samba-maxixe
    - bossa nova
    - pagode
    - samba-canção (et sambalada et sambolero)
    - samba-enredo
    - partido-alto
    - samba de terreiro
    - samba-exaltação
    - samba-sincopado
    - batucada

  - fusions :
    - sambalanço (issu de la samba-exaltação, swing et rythmes latins)
      - samba funk (issu du sambalanço et du funk)
      - samba jazz (issu du sambalanço et du jazz, plus particulièrement du bebop et du hard bop)

    - samba-choro (issu de la samba et du choro)
      - samba de breque (issu de la samba-choro)

    - samba rock (issu de la samba, du rock brésilien, du rock psychédélique, du rock 'n' roll, de la bossa nova, du bebop, du jazz et de la soul)
    - sambass (issu de la samba, du drum and bass, de la samba rock, du sambalanço et de la bossa nova)

À ces genres localisés s'ajoutent les sambas de salon :
- samba de gafieira (issue de la samba de la bossa nova et de la música popular brasileira, à Rio de Janeiro) ;
- samba rock (apparue à São Paulo, mais devenue populaire aussi dans d'autres régions du pays), qui est pour partie une danse de salon ;
- samba internationale (créée hors du Brésil pour les compétitions internationales de danse).